# Michelin-Verkehrszeichen

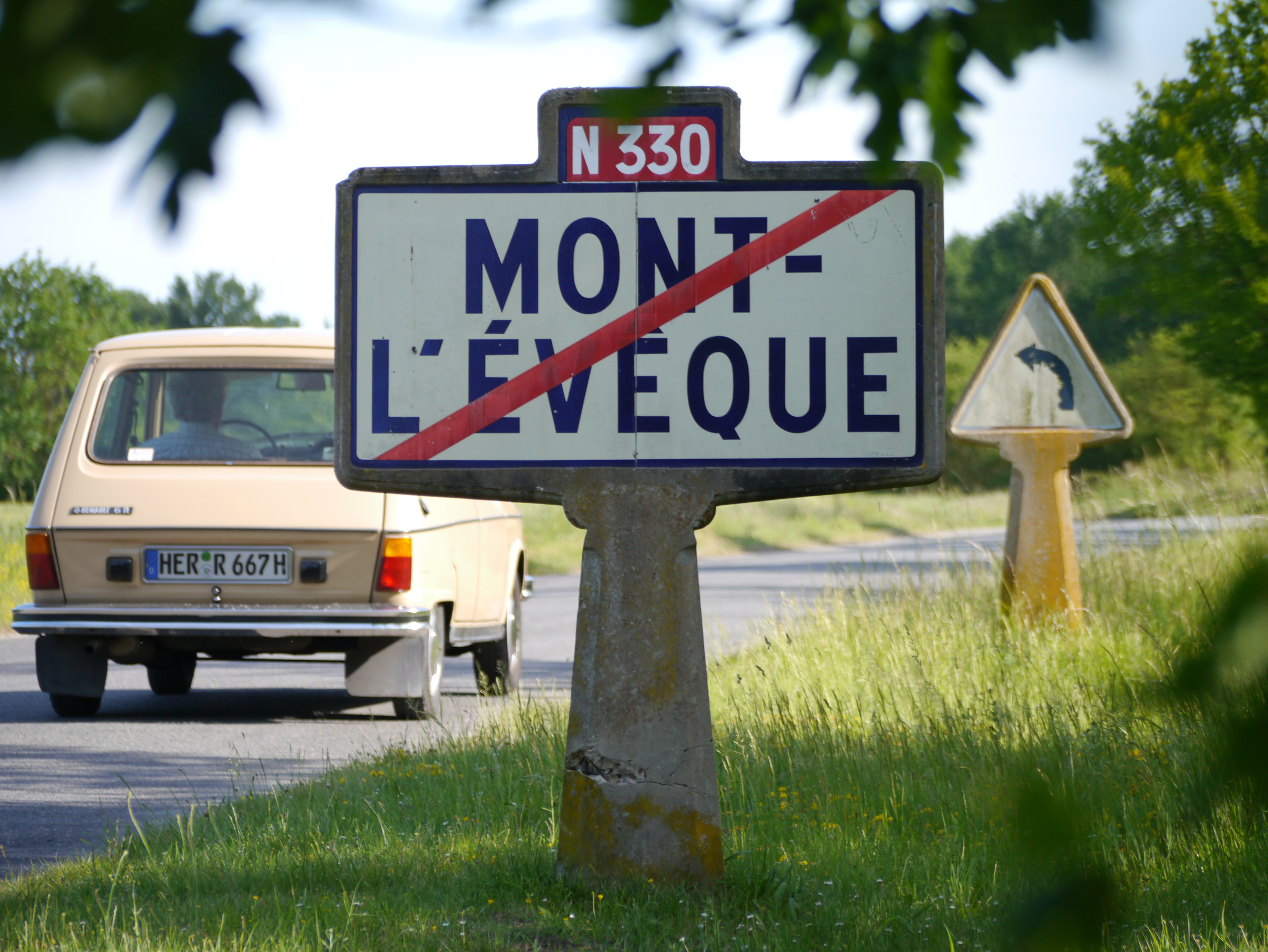
Michelin-Verkehrszeichen an einer Landstraße

Michelin-Verkehrszeichen (frz. Panneaux Michelin) sind aus Eisenbeton (heute Stahlbeton genannt) gefertigte Verkehrszeichen, Wegweiser und Hinweistafeln, hergestellt vom französischen Unternehmen Michelin. Diese wurden ausschließlich in Frankreich verwendet. Zu den aktuellen Verkehrszeichen in Frankreich, siehe: Bildtafel der Verkehrszeichen in Frankreich.

## Vorgeschichte
André Michelin begann im Jahre 1908, sich mit dem Thema Verkehrssicherheit auseinanderzusetzen. Die steigende Anzahl an Automobilen und die damit verbundenen Verkehrsunfälle veranlassten ihn, durch die Verwendung besonderer Verkehrszeichen auf Gefahrenstellen aufmerksam zu machen. Hierbei orientierte er sich am Vorbild Großbritanniens.
Anlässlich der internationalen diplomatischen Konferenz am 11. Oktober 1909 in Genf wurde erstmalig der Versuch unternommen, Verkehrszeichen zu vereinheitlichen. Neun Nationen fanden einen Konsens, durch festgelegte Symbole auf Hindernisse aufmerksam zu machen. Diese ersten Piktogramme waren die „Doppelwelle“, um Straßenschäden anzukündigen, der „Lattenzaun“, um auf einen Bahnübergang hinzuweisen, das „Geschwungene Z“ zur Ankündigung von Kurven und das „X“, um auf Kreuzungen hinzuweisen. In Frankreich sollten diese ersten Zeichen in runder Ausführung gefertigt werden, damit sie sich deutlich von Wegweisern unterscheiden ließen. Das eingeführte „X“ hatte jedoch noch keinen Bezug auf Vorfahrtsregelung, man verständigte sich an Kreuzungen durch Handzeichen.
Auf Initiative Michelins wurden ab 1910 Ortstafeln angefertigt, die neben dem Ortsnamen mit dem Zusatz Veuillez ralentir (bitte verlangsamen) sowie mit dem Hinweis Attention aux enfants (Achtung Kinder) versehen waren. Rückseitig bedankte man sich freundlich mit dem Wort Merci (Danke) bei den Ortsauswärtsfahrenden. Die Abmessung dieser Zeichen war etwa 60 mal 100 cm. So entstanden bis 1914 rund 30.000 Ortstafeln, welche unentgeltlich an die Gemeinden ausgeliefert wurden. Werbewirksam trugen sie auch den Vermerk Don de Michelin (gestiftet von Michelin) im Schild.
Das Ministerrundschreiben vom 9. August 1919 legte den Grundstein erster offizieller Verkehrszeichen. Insbesondere durften auf Hinweisen zu Gefahrenstellen nur noch die 1909 in Genf festgelegten Piktogramme verwendet werden. Die Finanzierung mit Rückgriff auf mögliche Spender oblag dem Touring Club de France, dem französischen Automobilclub. Gefertigt wurden diese Verkehrshinweise bis zu diesem Zeitpunkt aus emailliertem Eisen, welches sich leider als sehr schlagempfindlich und anfällig für Korrosion erwies.
1922 bekamen Nationalstraßen eine generelle Vorfahrtsberechtigung. Dies führte im Allgemeinen zu einem Anstieg der Verkehrsunfälle, da nicht immer klar war, welchen Status die kreuzende Straße besaß. 1927 wurde die bereits im Jahr zuvor festgelegte Regel des Rechtsvortritts in die französische Straßenverkehrsordnung aufgenommen. Die Regel priorité à droite (rechts vor links) erwies sich aber gerade an Hauptverkehrsstraßen als hinderlich, und es mussten Verkehrszeichen zur Vorfahrtsregelung an Kreuzungen geschaffen werden. Der Bedarf an Verkehrszeichen wuchs.

## Entwicklung
Nach dem Ersten Weltkrieg begann André Michelin selbständig mit der Suche nach einem beständigeren Material zur Herstellung von Hinweistafeln. Als Trägermaterial einer dauerhaften Beschilderung schien das witterungsbeständige Lavagestein des nahgelegenen Zentralmassivs als geeignet. In einem Brandverfahren sollten ähnlich dem Emaillieren Ton- und Oxidfarben zur Darstellung auf die Trägerplatte aufgeschmolzen werden. Das Rohmaterial fand Michelin unweit seines Hauptsitzes Clermont-Ferrand in der Nähe von Volvic und Mont-Dore im Zentralmassiv.
Die Schaffung witterungsbeständiger Tragelemente führte Michelin schnell zum bereits 1867 durch Joseph Monier patentierten Eisenbeton, welcher sich quasi in jede gewünschte Form bringen ließ. Hieraus sollten solide Schilderträger entstehen, in welche die durch das Brandverfahren hergestellten Schildertafeln aus Lavagestein eingesetzt und mit Beton vergossen werden konnten.
Parallel suchte Michelin nach einer Möglichkeit, an Kreuzungen gezielt Informationen an die Kraftfahrer weiterzugeben. Die Idee war ein Eckpoller (frz. Bezeichnung: Borne d’Angle), auf welchem die Fahrtrichtungen und Entfernungen zu den Ortschaften zentral angegeben werden konnten. Der Borne d‘Angle sollte das Augenmerk des Autofahrers an der Kreuzung fokussieren. Gleichzeitig ersparte man sich die Aufstellung von bis zu acht Einzelwegweisern. 1918 begann eine zehnjährige Studie, in der insgesamt vier verschiedene Bautypen des Borne d’angle erprobt wurden. Hierbei wurden die mit der Aufschrift emaillierten Lavasteinplatten auf einen aus Eisenbeton gefertigten Fuß würfelförmig aufgesetzt. Das spitze Dach ließ Regenwasser abfließen und machte den Borne d’angle zu einem witterungsbeständigen Objekt. Das im Départment Deux-Sèvres verwendete Modell mit gerundetem Betonfuß (Eisenbeton) setzte sich letztlich durch.
Um Wegweiser und Hinweistafeln an Häuserwänden zu positionieren, wurden Befestigungssysteme entwickelt, zur freistehenden Aufstellung kamen Schilderträger mit Standfuß zum Einsatz, welche ebenfalls durch Moniereisen unterstützt waren. In ähnlicher Bauweise wurden nun auch Ortsschilder produziert. Auch die Produktion von Gefahr- und Verbotszeichen wurde in diesen Jahren erweitert.

## Fertigung

### Herstellung der Schilderplatte

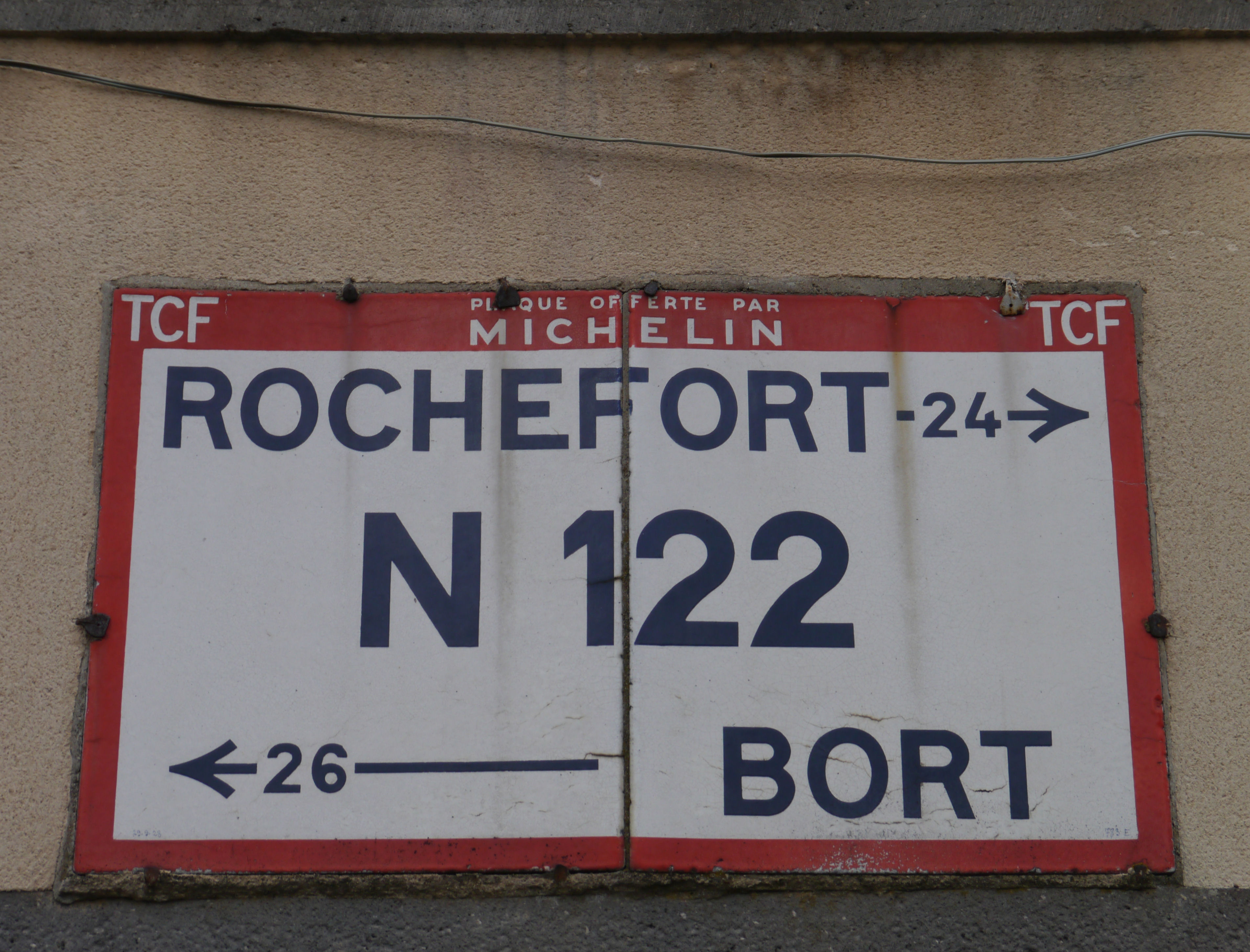
Wegweiser von 1928 als Wandplatte

Das im Zentralmassiv gewonnene Rohmaterial aus Lavagestein wurde dort in Blöcken zu etwa vier Tonnen aus dem Berg gesprengt und zur Weiterverarbeitung vorbearbeitet. Die nun quaderförmigen Blöcke wurden in einem Mehrfachsägewerk (parallel angeordnete Sägeblätter) zu Platten von 15 mm Stärke gesägt. Aufgrund der Härte des Gesteins erlaubte der Sägeprozess nur einen Vortrieb der Maschine von etwa 5 mm pro Stunde, sodass sich ein Sägeprozess von 5 Tagen und Nächten je Block ergab. Gesägt wurde mit einem Gemisch aus Wasser und Fontainebleau-Sandstein, welches unterhalb der Maschine aufgefangen und wieder oben aufgegeben wurde. Um die Maschine nicht zu schädigen, musste das genaue Mischungsverhältnis von Wasser zu Sand eingehalten werden. Die Lavasteinplatten wurden anschließend mit Carborundum-Schleifscheiben unter einem Wasserstrahl auf die gewünschte Größe und Form zugeschnitten. Aus einem Lavasteinblock entstanden etwa 500 Rohplatten. Die industrielle Herstellung emaillierter Lavasteinplatten und Schilderträger begann 1928.

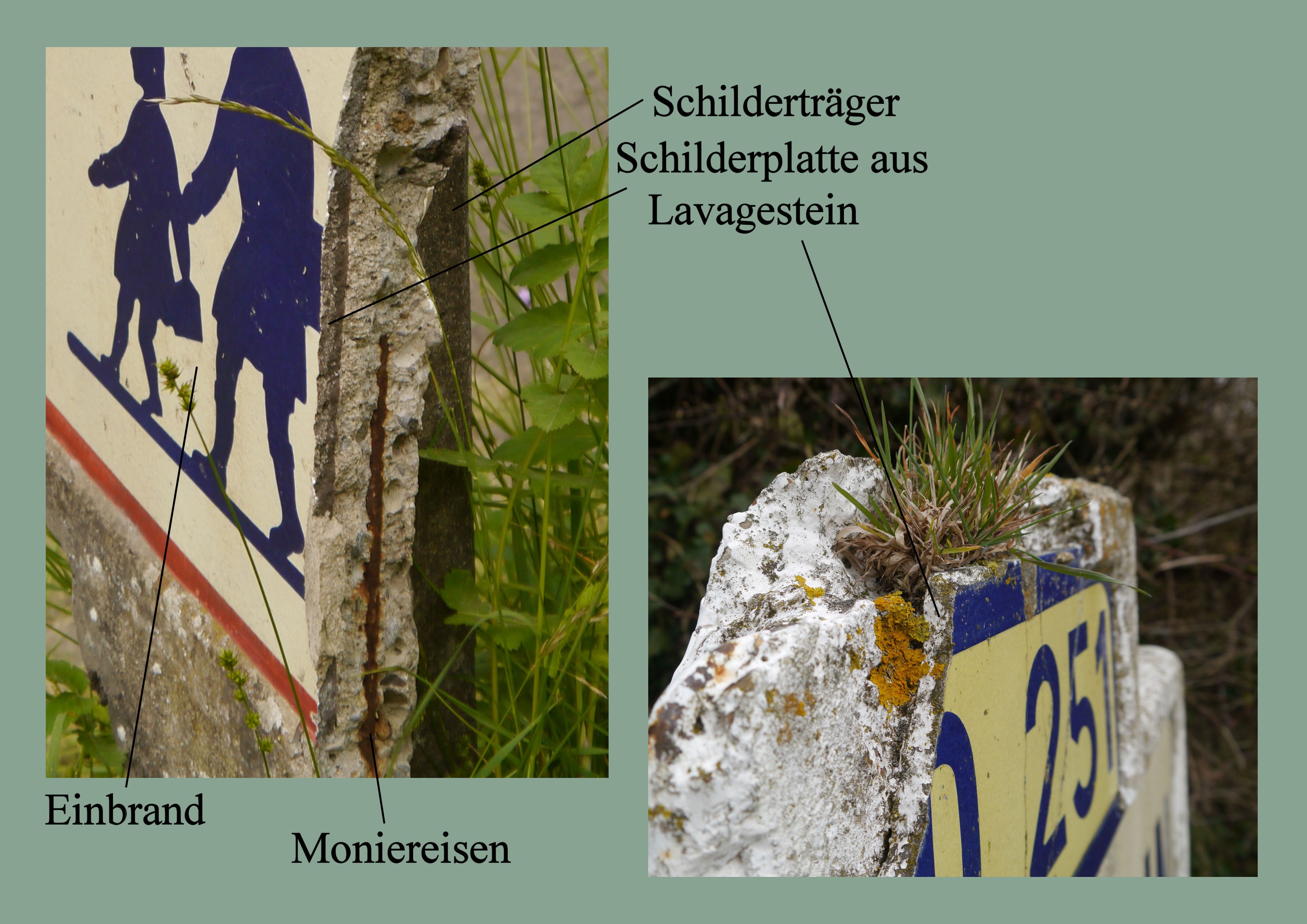
Querschnitt Schilderträger mit Schilderplatte

Im Stammwerk Michelin-Cataroux in Clermont-Ferrand wurde die Beschriftung aufgebracht. Hierzu wurden die Lavasteinplatten zunächst mit Dampf gereinigt und anschließend mit einem Dichtungsmittel perfekt geglättet. Im Anschluss wurde weiße Farbe mit einer Druckluftpistole aufgebracht. In Elektroöfen, deren Temperatur konstant bei 900 °C gehalten wurde, erfolgte der Einbrand der weißen Grundfarbe zu einer aufgeschmolzenen Glasur. Nach dem ersten Brand mussten die Lavasteinplatten abgekühlt werden und wurden zur Weiterverarbeitung in die Grafikwerkstatt überstellt.

Parallel zum ersten Brand wurden dort die Designs entworfen und Schablonen zur Aufbringung der Beschriftung angefertigt. Die Anfertigung der Schablonen erfolgte an speziellen Arbeitstischen, auf welchen Metallschablonen der einzelnen Buchstaben und Symbole über Elektromagnetismus arretiert werden konnten. Die nach dem Ausschneiden entstandene Schablone zeigte nun das genaue Design der späteren Tafel.

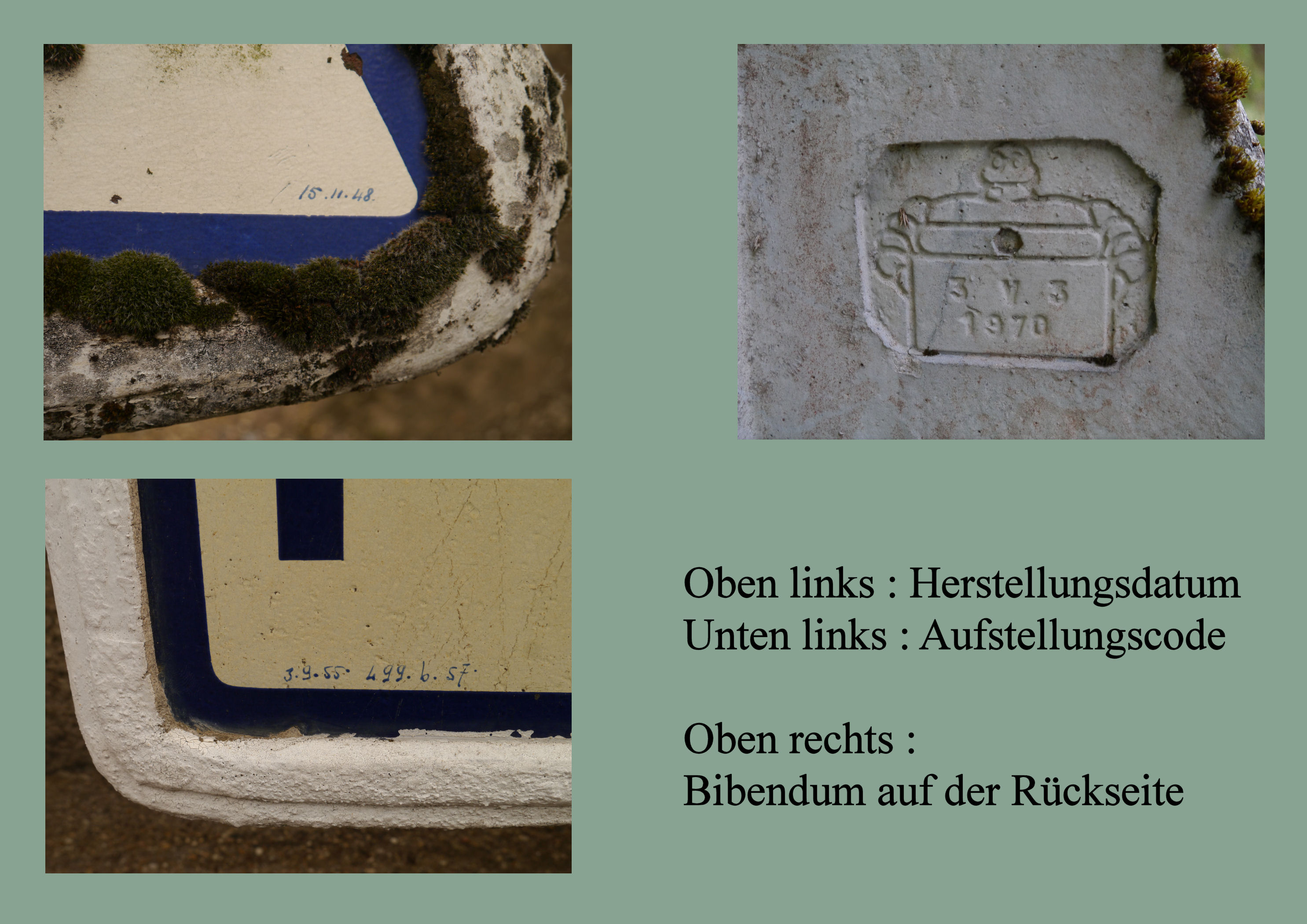
Codierung von Michelin-Verkehrszeichen

Im nächsten Arbeitsschritt wurde blauer bzw. roter Farbstoff nach Vorlage der Schablone aufgebracht. Überschüssiges Farbpulver wurde abgebürstet, sodass letztlich nach Entfernung der Schablone die genaue Beschriftung übrig blieb. Im zweiten Brand wurde die Beschriftung auf die weiße Grundfarbe aufgeschmolzen.
Der Einbrand wurde zusätzlich handschriftlich mit einem Code für den Standort und mit dem genauen Herstellungsdatum versehen. Code bzw. Datierung waren (sind) im Regelfall in den unteren Ecken rechts und links zu finden. Diese Datierung gibt heute Aufschluss über die Langlebigkeit und bestätigt die Grundidee André Michelins.

### Herstellung des Schilderträgers
Die Herstellung des Schilderträgers erfolgte zeitgleich in einer anderen Werkstatt. In die Gussformen wurden Moniereisen eingebracht, welche mit Beton vergossen wurden.
Zur Herstellung eines Borne d’angle verwendete man etwa 400 kg Beton, bestehend aus einer Mischung von Zement, grobem Loiresand und feinem Kies. Im ersten Schritt wurden die Moniereisen in die Form eingesetzt, dann die Form des Fußes mit Beton gefüllt. Anschließend wurden die Schilderplatten positioniert. In einem weiteren Schritt wurden die Schilderplatten mit dem Betonfuß vergossen. Durch das Abbinden des Betons entstand eine homogene Verbindung der Schilderplatten mit dem Schilderträger. Die Zeit zum Abbinden betrug 24 Stunden. Nach der Aushärtung erfolgte eine Reinigung und ein Anstrich in weißer Farbe.
Parallel zur Datierung der Schilderplatten begann man in den 1950er Jahren damit, auch die Schilderträger für Wegweiser, Hinweis- und Ortstafeln sowie Verkehrszeichen mit einem Datum zu versehen. Auf der Rückseite befand (befindet) sich reliefartig eingestempelt eine stilisierte Darstellung von Bibendum (kurz Bib genannt), dem Michelin-Mann, welcher das Herstelljahr und einen internen Code in Händen trägt. Aufgrund von Witterungseinflüssen sind die Daten bei heute noch erhaltenen Exemplaren oftmals nicht mehr lesbar. Differenzen zwischen dem Herstellungsdatum der Schilderplatte und dem des Schilderträgers lassen den Schluss zu, dass der Verguss der Schilderplatte nicht immer zeitnah geschah. Es gab (gibt) Exemplare, bei denen die Herstellungsdaten auseinanderlagen.

### Montage
Die Aufstellung der Beschilderung erfolgte im Regelfall durch zwei Arbeitsgruppen. Die erste war für die Vorbereitung am Aufstellungsort verantwortlich. Sie hob ein Loch mit der erforderlichen Tiefe aus. Je nach Bodenbeschaffenheit mussten Schilderträger unterschiedlich tief eingelassen werden.
Die zweite Arbeitsgruppe führte die Montage durch. Auch schon in den frühen Jahren waren die Teams mit Lastwagen unterwegs, welche mit einem Kran ausgerüstet waren, um alle erforderlichen Bauteile und Werkzeuge handhaben zu können. Die aufzustellenden Tafeln wurden gemäß der Aufstellungsreihenfolge mitgeführt. Werkzeuge und Hilfsstoffe (z. B. Beton) waren griffbereit vorhanden. Diese gute Organisation führte zu einer zügigen Arbeitsweise, welche es erlaubte, die Stadt Sedan in nur zwei Tagen zu beschildern. In Rethel wurden anderthalb Tage, in Vouziers nur 24 Stunden benötigt. Je nach Größe und Ausführung soll das Gewicht herkömmlicher Wegweiser um 500 kg betragen haben.

## Vorkriegsgeschichte

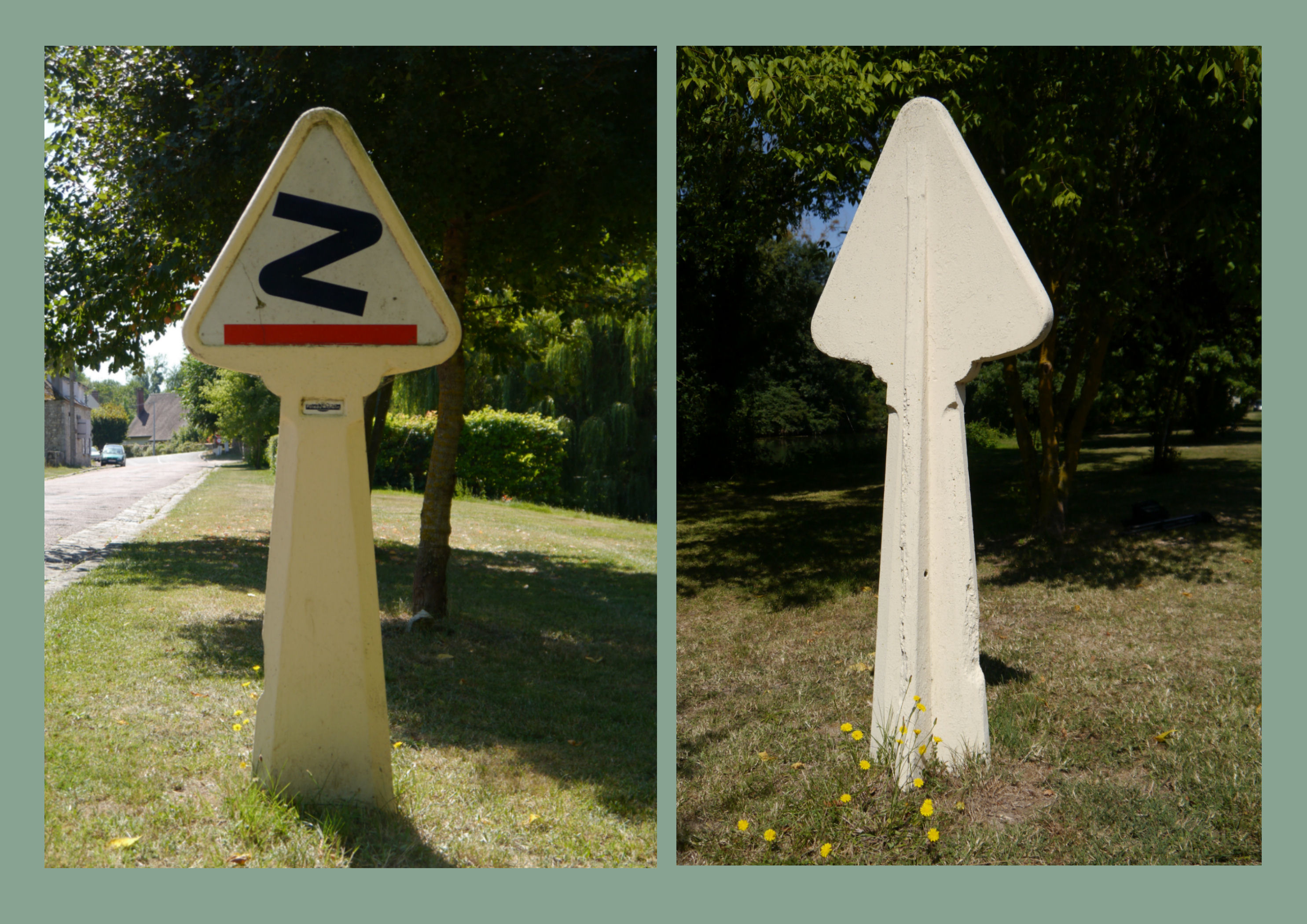
Gefährliche Kurve um 1931

Zum Ende der 1920er Jahre wurden Gefahrzeichen nun durch weißes Piktogramm auf dunkelblauem Untergrund (dreieckig, Spitze oben) eingeführt. Michelin entwickelte einen Schilderträger für dreieckige Schilderplatten. Zwischenzeitig wurde die Darstellung auf weiß mit dunkelblauem Piktogramm umgestellt. Verbotszeichen in runder Ausführung kamen hinzu. 1931 wurde Michelin als Hersteller von Verkehrszeichen in der vom Unternehmen gewählten Bauform offiziell zugelassen. Von nun an wurden die Schilder nicht mehr unentgeltlich geliefert, sondern den Gemeinden und Händlern in Rechnung gestellt. Der Schriftzug Don de Michelin (Sponsor Michelin) entfiel, und es wurde fortan nur noch der Herstellername Michelin genannt.
Michelin entwickelte eine Reihe unterschiedlicher Schilderträger, um die Schilderplatten zu positionieren. Allgemein üblich war es, in Ortsdurchfahrten Wegweiser an Häuserwänden zu befestigen.

### Eckpoller / Borne d’angle

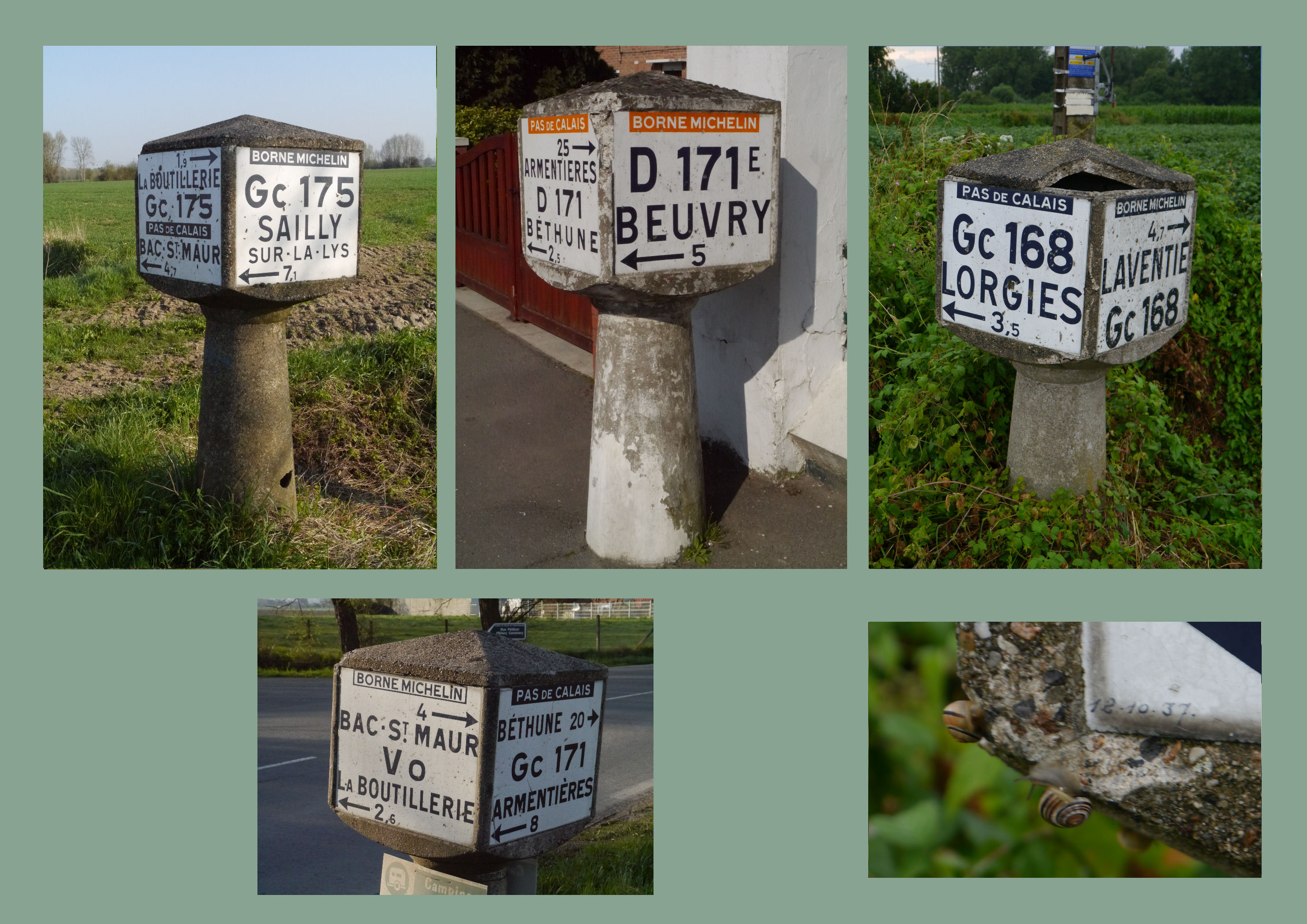
Eckpoller / Borne d'angle

Der Borne d’angle (deutsch Eckpoller) erhielt ebenfalls 1931 seine offizielle Zulassung. Die genauen Standorte wurden durch Straßendiensttechniker und Mitarbeiter von Michelin in einer Vermessung am jeweiligen Ort genau festgelegt. Hier wurde auch die genaue Ausrichtung ermittelt, sodass die Beschriftung der drei bzw. vier Richtungstafeln bestmöglich lesbar war. Die verwendeten Schilderplatten hatten die Abmessungen 45 mal 55 cm. Die Gesamthöhe nach Aufstellung sollte 1,79 m betragen, woraus sich eine zentrale Höhe der Schildertafel auf 1,42 m ergab. Die Beschriftung erfolgte in dunkelblau auf weiß. Die zu verwendende Schriftgröße der Ortsnamen musste 60 – 150 mm betragen, die Entfernungsangaben 50 – 80 mm. Die Angabe der Straßennummer sollte in ihrer Schrifthöhe um 1/5 höher sein als die Ortsnamen, 80 mm jedoch nicht unterschreiten. Als besonders geeignet erwies sich der Borne d’angle an Kreuzungen mit nur wenig Platz für eine aufwendige Beschilderung.
Angegeben waren jeweils die Ortsnamen versehen mit einem Richtungspfeil, die Entfernung sowie die Straßennummer. Vor dem Zweiten Weltkrieg unterteilte sich das Nummernsystem französischer Straßen in fünf Gruppen. Die Kennzeichnungen N stand für route nationale (Nationalstraßen), D für chemin départemental (Départmentstraßen), Gc für chemin de grande circulation (Hauptstraßen), Vo für chemin vicinal ordinaire (Nebenstraßen) sowie Ic für chemin d’intérêt commun (Kommunalstraßen).
Zugehörig wurden das Départment und der Name des Herstellers genannt (jeweils auf zwei Seiten). Zur optischen Unterscheidung der Straßenklassifizierung wählte Michelin für diese Angaben im Regelfall die Farbe Rot mit weißer Schrift bei Nationalstraßen, Gelb mit weißer Schrift bei Départmentstraßen, Blau mit weißer Schrift für Hauptstraßen, Weiß mit blauer Schrift für Nebenstraßen und Grün mit weißer Schrift auf Kommunalstraßen.

### Super Eckpoller / Super Borne d’angle

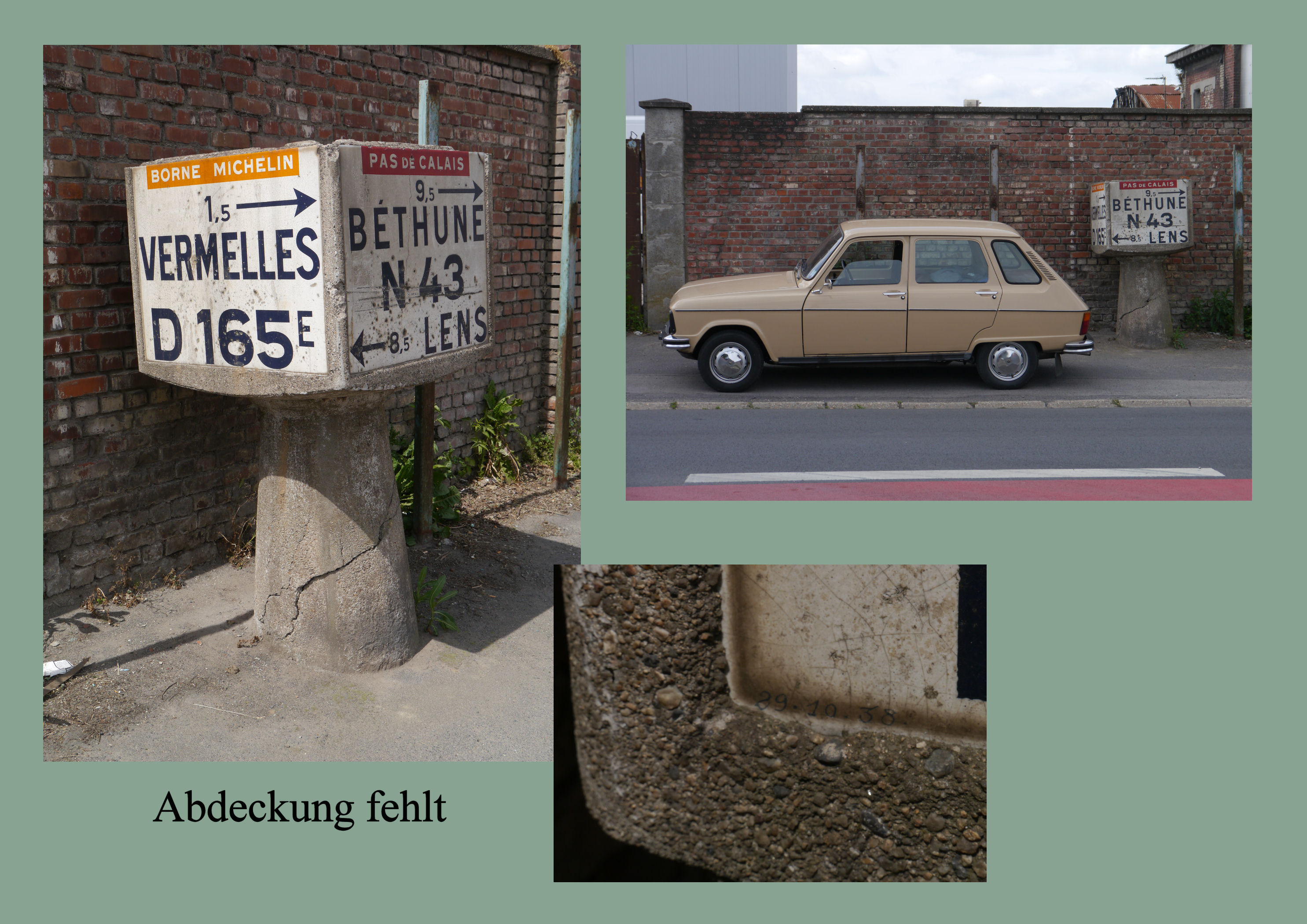
Super Eckpoller / Super Borne d'angle

Für große Verkehrskreuzungen entwickelte Michelin einen vergrößerten Eckpoller, den Super Borne d’angle. Dieser hatte dieselbe Bauform wie der Borne d’angle, war allerdings größer dimensioniert. Die hier verwendeten Schilderplatten hatten die Abmessungen 65 mal 80 cm, was eine größere Schrifthöhe ermöglichte. Die Gesamthöhe nach Aufstellung sollte 1,995 m über dem Boden betragen, woraus sich hier eine zentrale Höhe der Schildertafel von 1,52 m ergab. Die zu verwendende Schriftgröße der Ortsnamen mussten hier 80 – 150 mm betragen, die Entfernungsangaben 60 – 100 mm. Die Angabe der Straßennummer sollte in ihrer Schrifthöhe um 1/5 höher sein als die Ortsnamen.

### Eckpfosten / Poteau d’angle

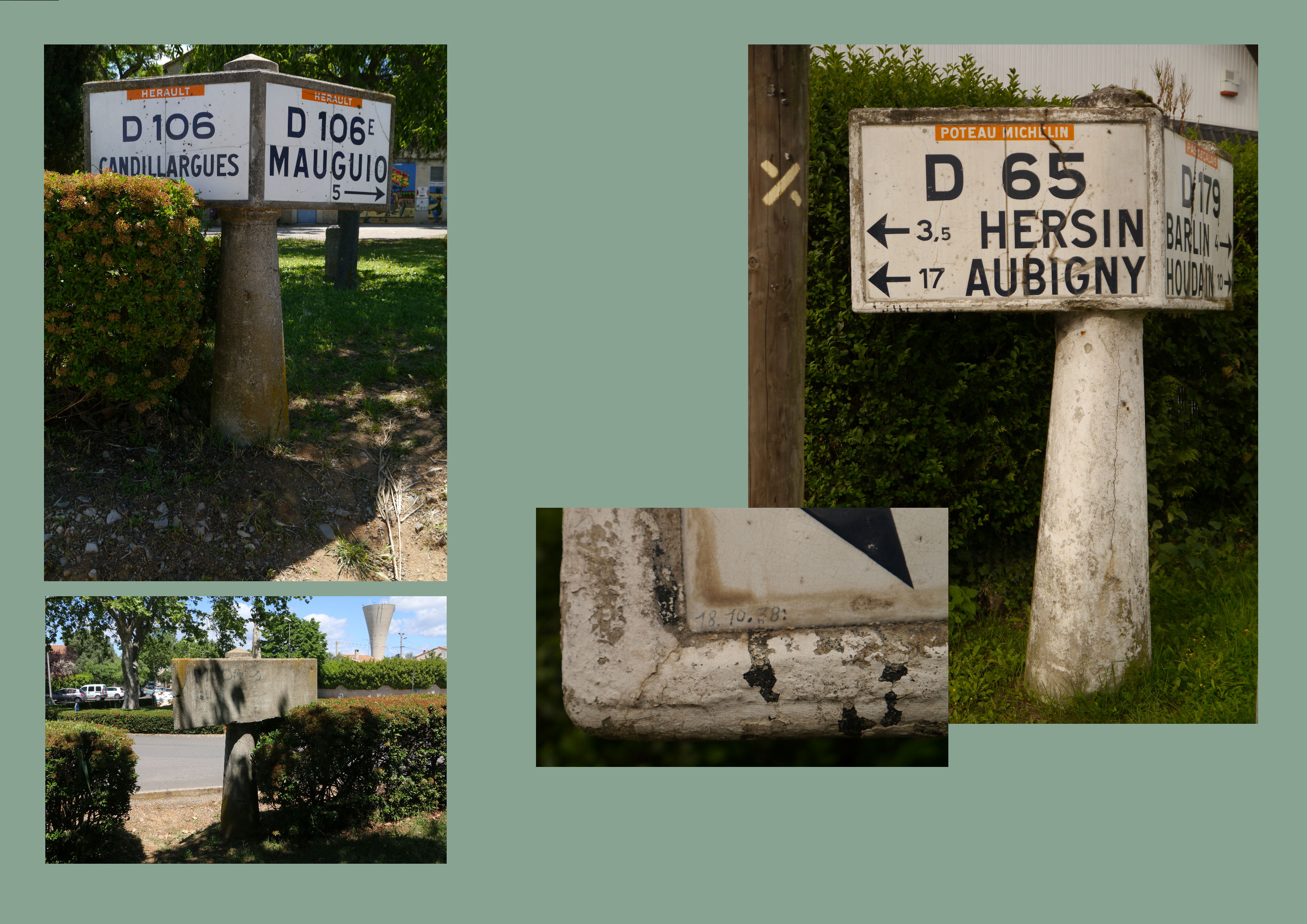
Eckpfosten / Poteau d'angle

An Straßengabelungen konnte der Poteau d’angle (deutsch: Eckpfosten) zum Einsatz kommen. Er bestand ähnlich dem Borne d’angle aus einer tragenden Säule, welche als Schilderträger zweier Schildertafeln diente. Der Poteau d’angle kam deutlich weniger zum Einsatz als der Borne d’angle.

### Wegweiser mit Fuß / Poteau de signalisation

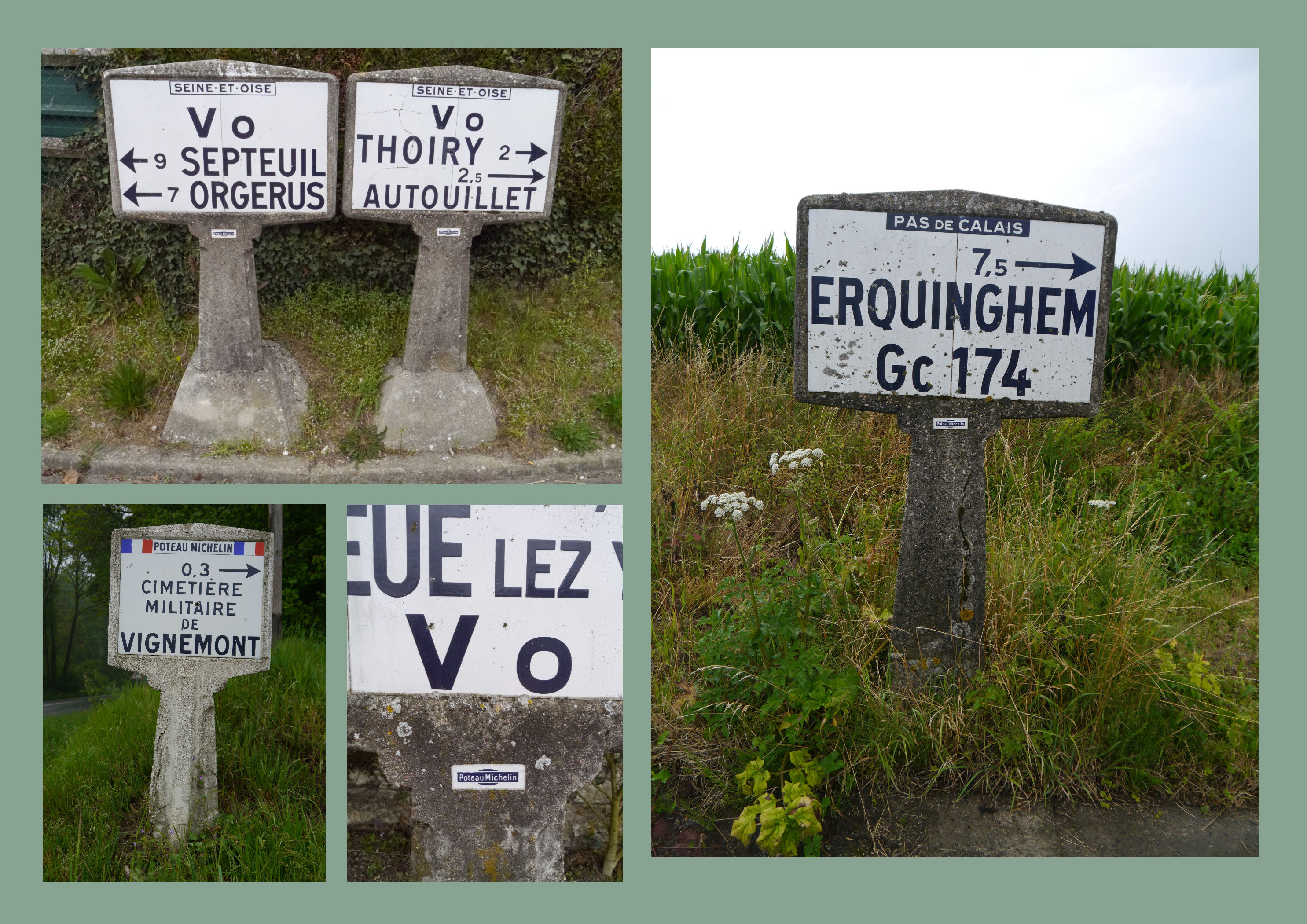
Wegweiser mit Fuß / Poteau de signalisation

Der Poteau de Signalisation (deutsch: Wegweiser) war ein Schilderträger mit Standfuß bestehend aus Eisenbeton, in welchem eine Schilderplatte integriert wurde. Die Abmessungen und die Beschriftung der Schildertafel entsprachen denen, die für Borne d’angle zur Verwendung kamen (siehe oben). Der Poteau de signalisation kam für Wegweiser und Hinweistafeln zum Einsatz.
Der Porteau de signalisation wurde in unterschiedlichen Ausführungen angefertigt und unterschied sich vor allem in seiner Größe. Um größere Schautafeln zu fertigen, wurden Schildplatten exakt zusammengesetzt und mit dem Schilderträger vergossen.

### Wandplatten / Panneau mural

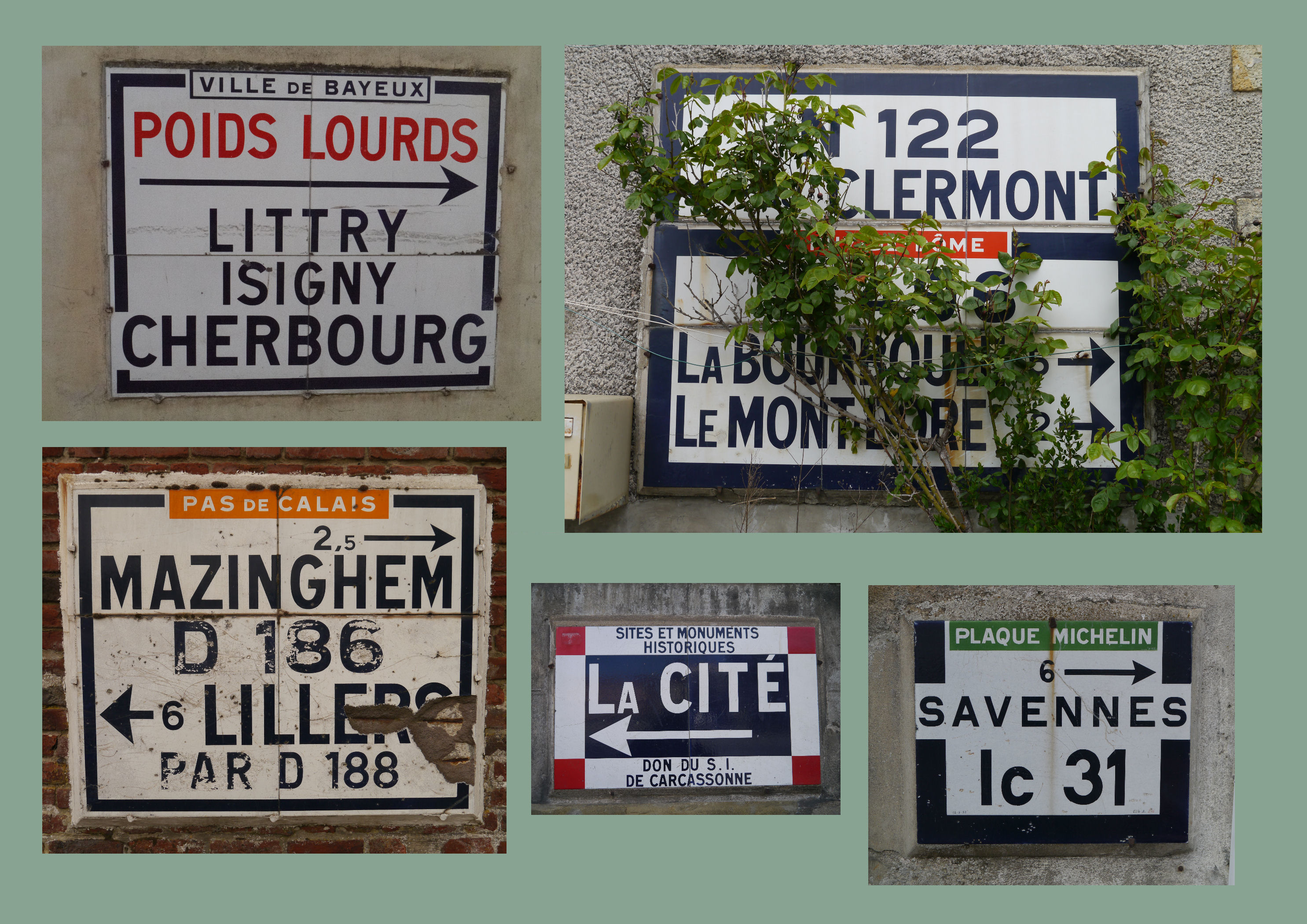
Wegweiser als Wandplatten / Panneau mural

In Ortsdurchfahrten Wegweiser einfacherweise an Häuserwenden anzubringen, war gängige Praxis. Zu diesem Zweck entwickelte Michelin die Panneau mural (Wandplatte). Hierbei wurde die Schildertafel mit Eisenwinkeln an der Häuserwand fixiert und die Kanten mit der Wand verputzt. Die Schildertafeln hatten ebenfalls die Abmessungen 45 mal 55 cm und konnten durch nahtloses Aneinanderfügen mehrerer Platten zu einer großen Schautafel zusammengesetzt werden. Zur besseren Kenntlichmachung auf der Wand wurde die Beschriftung in einen breiten dunkelblauen Rahmen eingefasst (bis ca. 1930 Nationalstraßen in rot, Kommunalstraßen in Grün). Die Schrifthöhen variierten je nach Größe der Wandplatte.

### Schautafeln / Murs
Um große Schautafeln auch ohne Anbringung an Häuserwänden aufstellen zu können, wurden Murs (deutsch: Wände) entwickelt. Hierbei konnten Schilderplatten (Abmessungen siehe oben) auf einem Schilderträger aus Eisenbeton ähnlich einer Wandtafel zusammengesetzt werden. Der Schilderträger selbst hatte die Abmessungen 90 mal 110 cm und wurde zwischen zwei Säulen einer Gesamthöhe von 2,22 m montiert. Die Schautafel wurde so montiert, dass deren Oberkante auf 2,00 m und das Zentrum bei 1,46 m über dem Boden lag.

Die Beschriftung erfolgte in dunkelblau auf weiß ohne die breite Einfassung der Wandplatten. Die zu verwendende Schriftgröße der Ortsnamen musste 90 – 200 mm betragen, die Entfernungsangaben 65 – 100 mm. Die Angabe der Straßennummer sollte in ihrer Schrifthöhe um 1/5 höher sein als die Ortsnamen. Verwendung fanden diese Schildertafeln zumeist an Straßen, wo durch höhere Geschwindigkeiten größere Schrifthöhen erforderlich waren. An Abzweigungen konnte durch Verwendung einer dritten Säule eine weitere Schautafel positioniert werden.

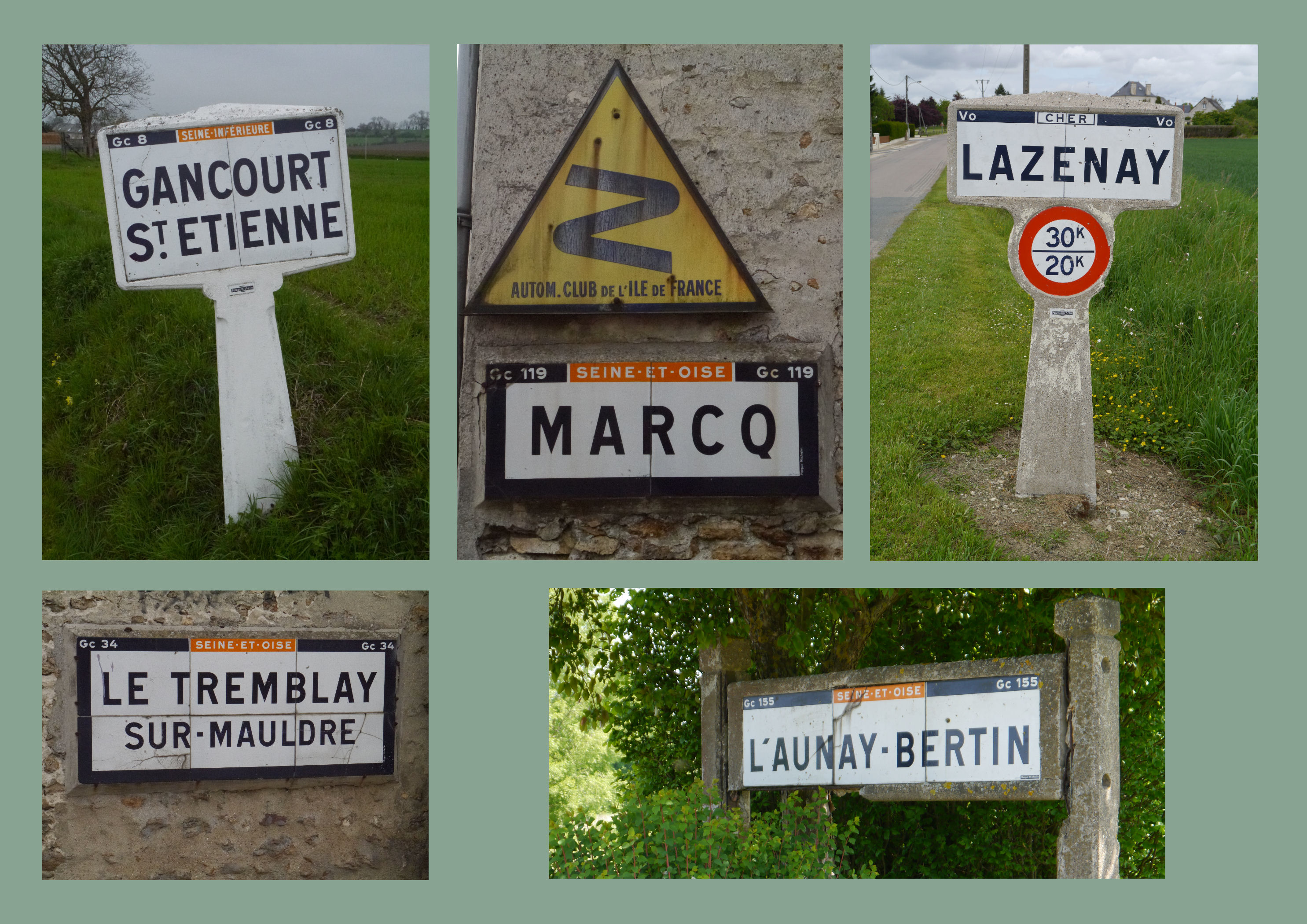
Verschiedene Formen der Schilderträger für Ortseingangstafeln

### Ortstafeln
Für Ortstafeln kamen Poteau de signalisation (Schilderträger mit Standfuß), Panneau mural (Wandplatten), aber auch Murs (Schildertafeln mit Säulen) zum Einsatz. Je nach Länge des Ortsnamens variierten die Schilderträger in ihren Formen. Auch auf Ortstafeln wurden das Départment und der Herstellername genannt. Spezielle Schilderträger konnten in ihrer Form mit einer runden Fläche für Geschwindigkeitsbegrenzungen ausgestattet sein.

### Verkehrszeichen

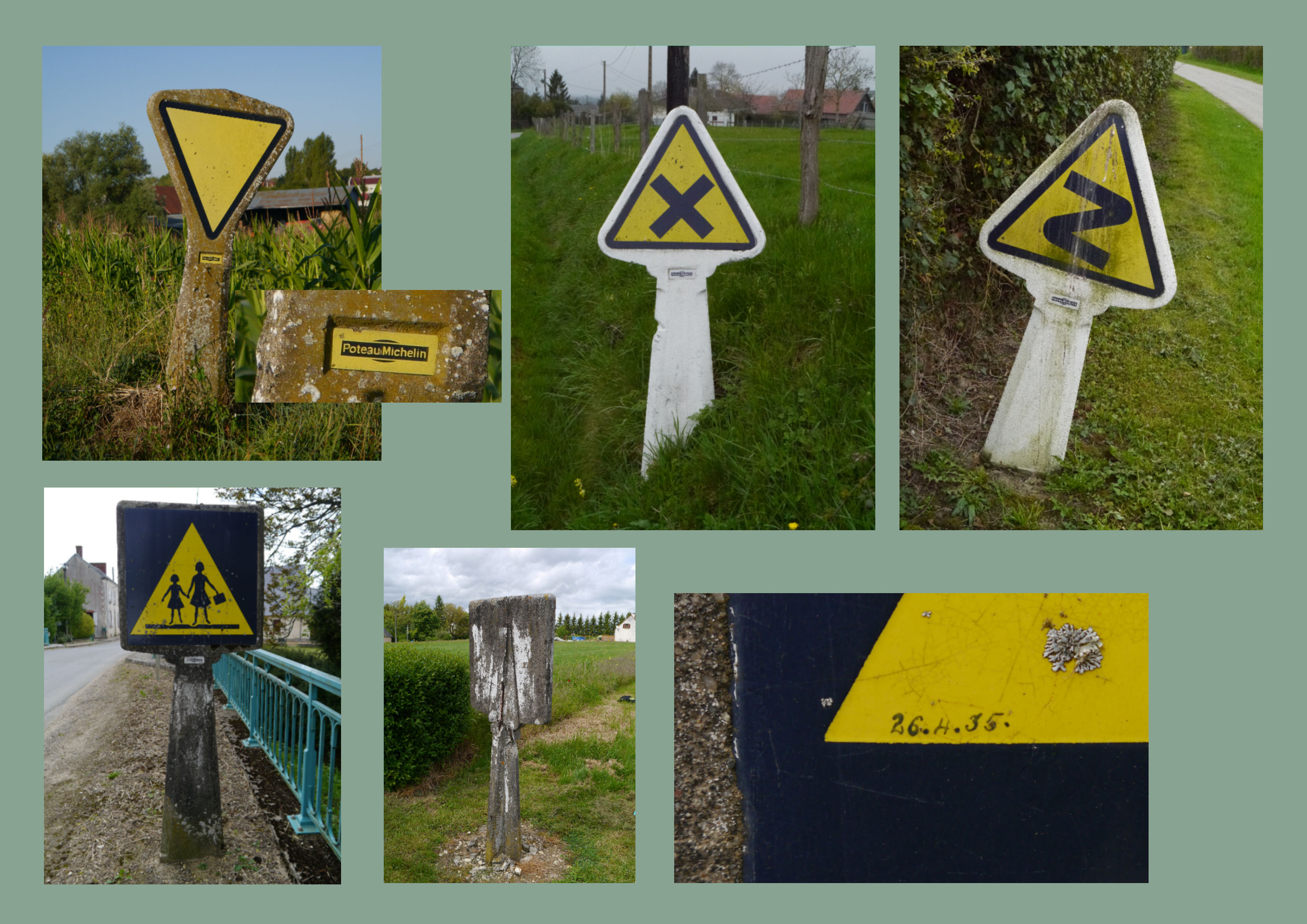
Vorkriegsverkehrszeichen Mitte der 1930er Jahre

Auf den von Michelin gefertigten Verkehrszeichen mussten nun die allgemein gültigen Piktogramme verwendet und gegebenenfalls angepasst werden. Auch auf den Verkehrszeichen fand sich der Name des Herstellers auf dem Schilderträger im Bereich unterhalb der Schildertafel wieder.
1931 wurde das Zeichen Priorité de passage (Vorfahrt gewähren) eingeführt. Michelin nahm auch dieses ins Programm auf. 1934 wurde offiziell die einheitliche Darstellung der Gefahrzeichen auf gelbem Untergrund mit dunkelblauem Piktogramm in dunkelblauer Umrandung obligatorisch.
Bis 1939 beschilderte Michelin 45.000 Kreuzungen und stellte 70.000 Schilder an den französischen Straßen auf.

## Konkurrenz

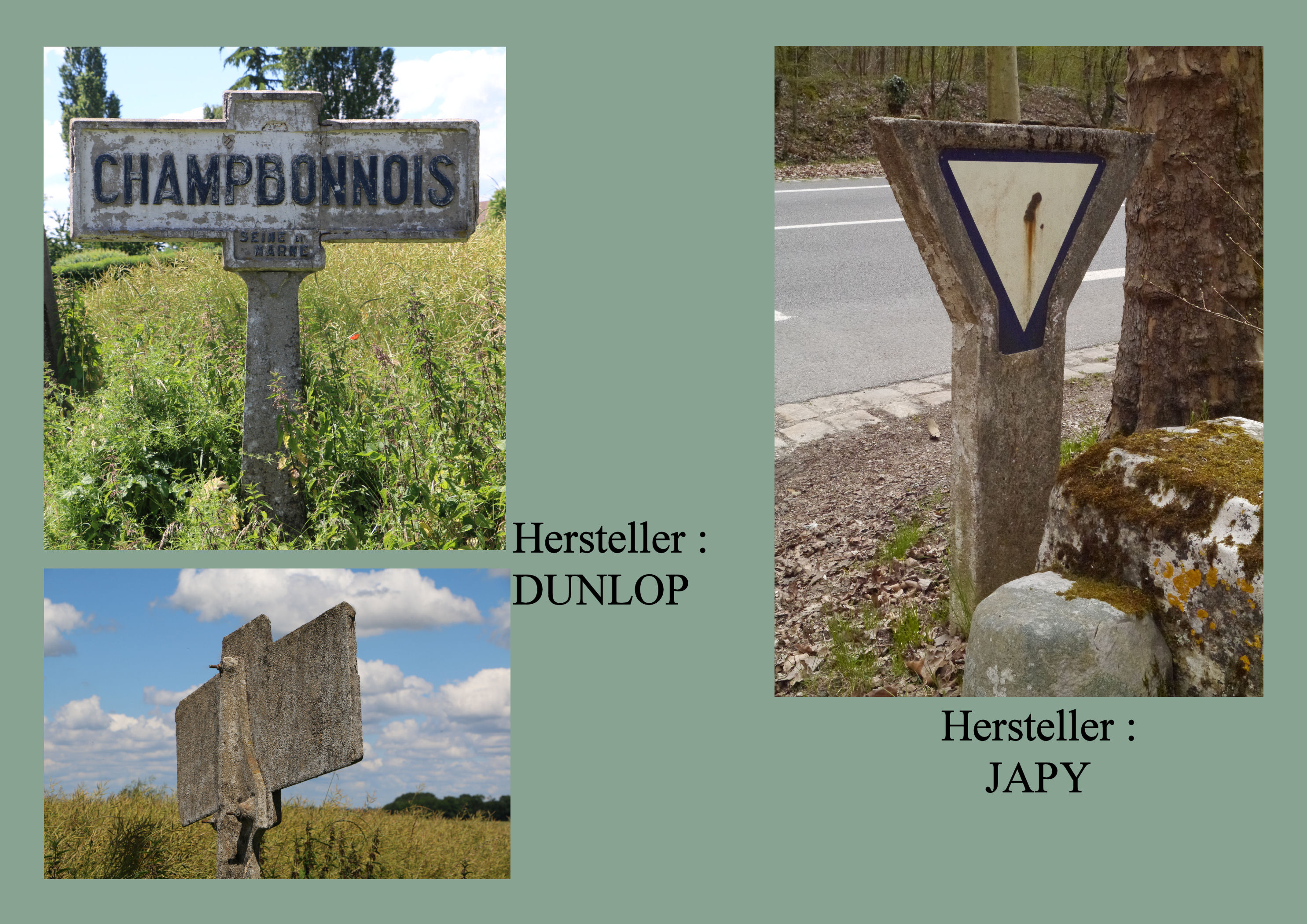
Konkurrenzprodukte

Bereits in den 1920er Jahren erhielt André Michelins Bestreben zur Beschilderung des französischen Straßenverkehrs Konkurrenz durch den Reifenhersteller Dunlop, welcher ebenfalls verschiedene Modelle an Wegweisern, Orts- und Hinweistafeln sowie von Verkehrszeichen vorstellte. Dunlop fertigte ebenfalls in Eisenbeton, kombinierte Schilderträger aus Eisenbeton mit Metallschildern oder lieferte komplett in Metall. Weitere Konkurrenten waren die Firmen Japy und Jean Neuhaus, welche ihre Fertigungen ähnlich der von Dunlop gewählten Form ausrichteten.
Eine Datierung der Objekte lässt sich nur an Form und Aussehen der Piktogramme festmachen. Genaue Herstellungsdaten wie bei Michelin sind nicht vorhanden. Wie lange Konkurrenzunternehmen an der Fertigung in Eisenbeton festhielten, ist nicht belegt.

## Zweiter Weltkrieg
Im Rahmen der Besetzung war Frankreich gezwungen, ein Dekret zu unterzeichnen, welches die Angleichung der Piktogramme nach deutschem Muster vorsah. Gefahrzeichen sollten eine rote Einfassung erhalten. Diese Vorschrift wurde vermutlich nicht umgesetzt. Ob und in welchem Umfang die Produktion von Verkehrszeichen bei Michelin in den Kriegsjahren stattfand, ist unklar. Es ist anzunehmen, dass die Produktion vorübergehend eingestellt wurde.

## Nachkriegsgeschichte

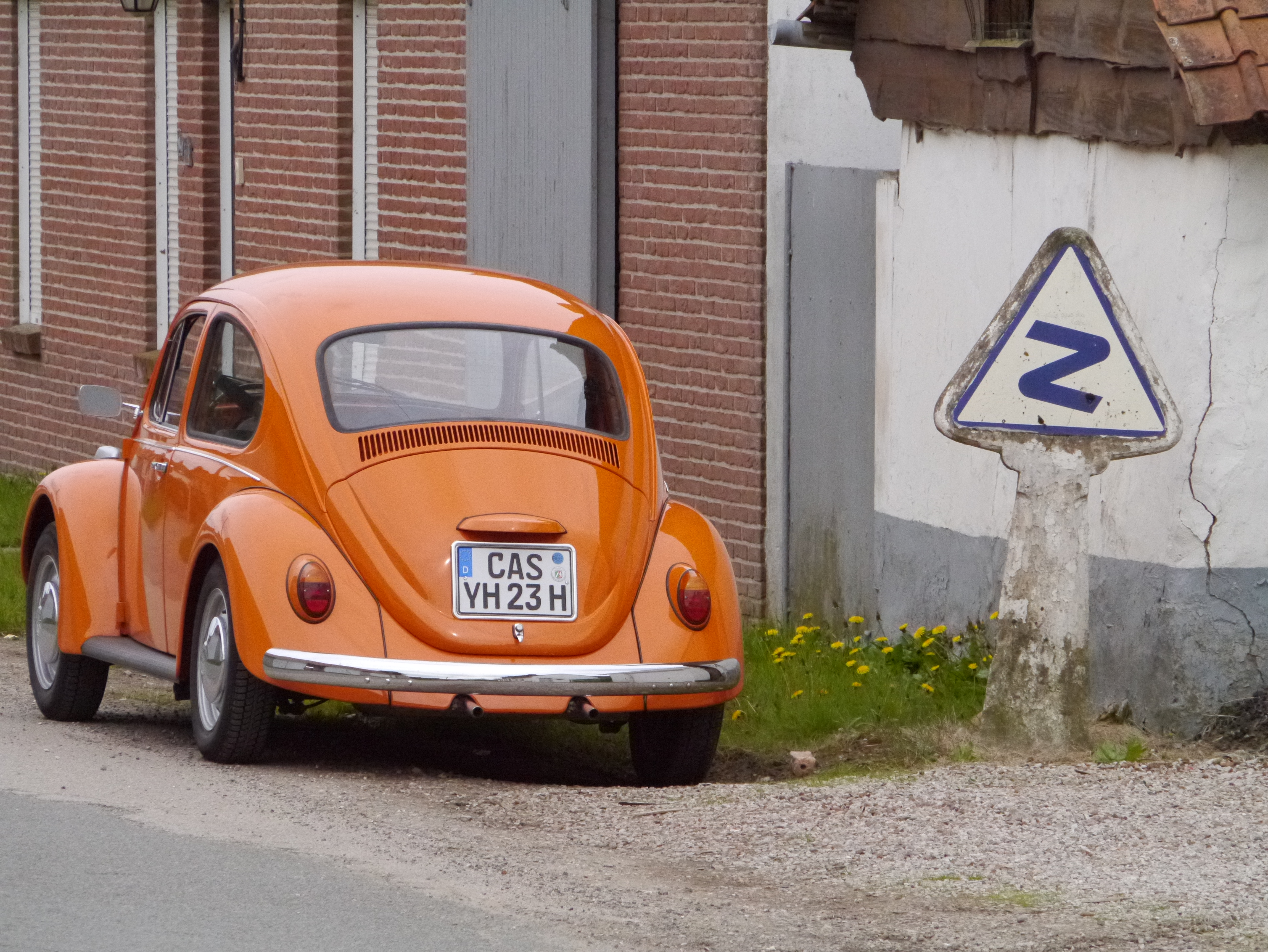
Nachkriegsverkehrszeichen in einer Ortsdurchfahrt

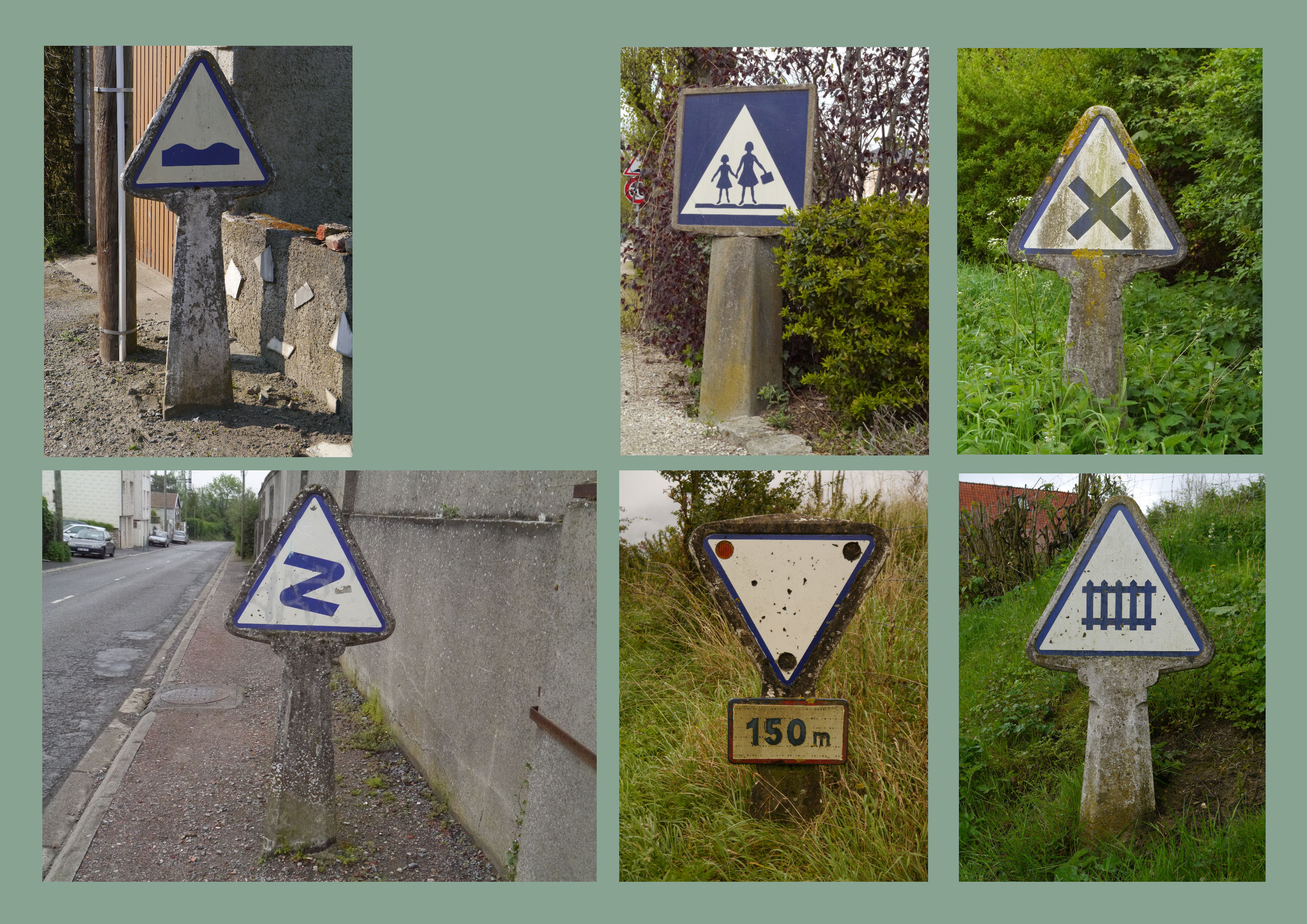
Nachkriegsverkehrszeichen auf weißem Untergrund

Michelin behielt das bislang gewählte Herstellungsverfahren mit Schilderplatte (aus Lavagestein) und Schilderträger (aus Eisenbeton) bei. 1946 wurde die Beschilderung des französischen Straßenverkehrs vereinheitlicht. Die neuen Vorgaben verboten fortan jegliche Werbung auf Verkehrs- und Hinweisschildern des öffentlichen Straßenverkehrs, wodurch Michelin fortan auf den Werbeschriftzug verzichten musste. Wegweiser sollten nach heutigem Muster in Pfeilform ausgeführt werden. Die neue Straßennummerierung unterteilte sich in fünf neue Gruppen mit unterschiedlichen Kennbuchstaben und Kennfarben.
- Kennbuchstabe N – route nationale – Nationalstraßen – Rote Kennung mit weißer Schrift
- Kennbuchstabe D – route départmental – Departmentstraßen – Gelbe Kennung mit dunkelblauer Schrift
- Kennbuchstabe C – chemins vicinaux – Regionalstraßen – Weiße Kennung mit dunkelblauer Schrift
- Kennbuchstabe R – chemins ruraux – ländliche Wege – Weiße Kennung mit dunkelblauer Schrift
- Kennbuchstabe F – route forestières – Forstwirtschaftliche Wege – Grüne Kennung mit weißer Schrift[6]

Vorankündigungen auf Kreuzungen sollten den genauen Straßenverlauf aufzeigen, Verkehrszeichen (Gefahrzeichen) mussten fortan statt auf gelbem auf weißem Untergrund dargestellt werden. Auf den Gefahrzeichen waren nun auch Zusatzinformationen zulässig. Hinzu kam die neu eingeführte Super Signalisation, mit welcher Gefahrzeichen für besonders gefährliche Verkehrssituationen geschaffen wurden. Michelin musste die Fertigung den neuen Vorschriften anpassen. Am 19. September 1949 unterzeichnete Frankreich neben 23 anderen Staaten ein Protokoll zur Vereinheitlichung von Verkehrszeichen. Dieses Abkommen trat in Frankreich am 19. Januar 1952 in Kraft, sodass Michelin erneut die veränderten Anforderungen umsetzen musste.

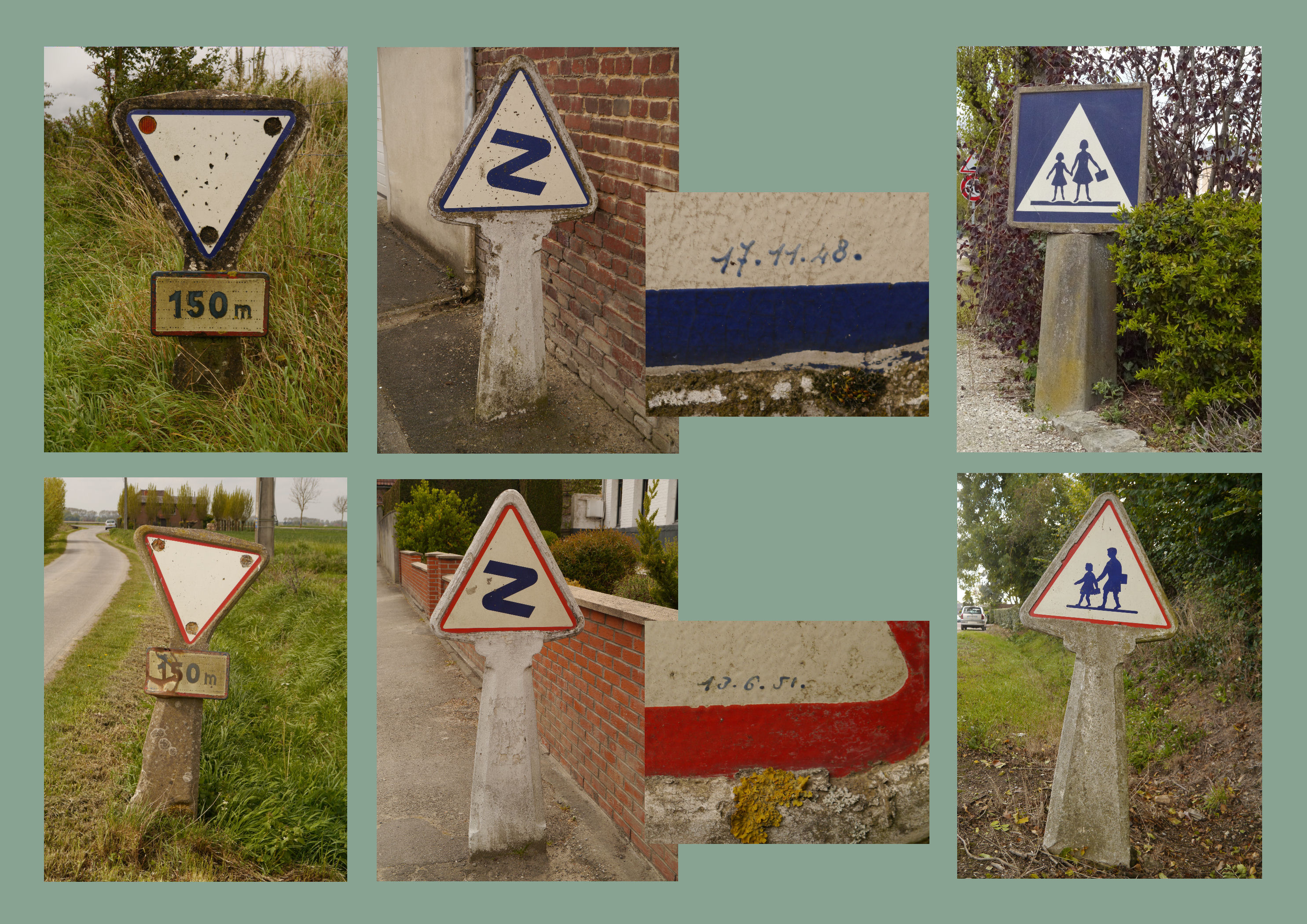
Umsetzung der neuen Vorschriften

Nahezu jedes Verkehrszeichen wurde von Michelin hergestellt, hinzu kamen Wegweiser sowie Hinweis- und Informationstafeln aller Art. Die neuen Anforderungen in Aussehen und Form verlangten auch nach einer Anpassung der Schilderträger. So entstanden Schilderträger mit hohem Standfuß (Mast) sowie später Schilderträger zur Doppelbeschilderung oder Darstellung von Zusatzinformationen. Die nachstehend aufgelisteten Veränderungen verdeutlichen, wie häufig Michelin seine Produktion anpassen musste.

### Eckpoller / Borne d’angle
Der Einsatz des Borne d’angle wurde in der Nachkriegszeit schrittweise beschränkt, sodass dieser nur noch an kleinen Kreuzungen Verwendung finden durfte. Ob die Produktion des Borne d’angle bis zum Ende bei Michelin fortgeführt wurde, ist nicht belegt. Es ist jedoch anzunehmen, dass der Borne d’angle bereits vorher aus dem Lieferprogramm genommen wurde.
Anzunehmen ist auch, dass nach dem Zweiten Weltkrieg aufgrund der o. g. Beschränkungen keine Super Borne d’angle und keine Proteau d’angle mehr zum Einsatz kamen.

### Wegweiser mit Fuß / Poteau de siganisation

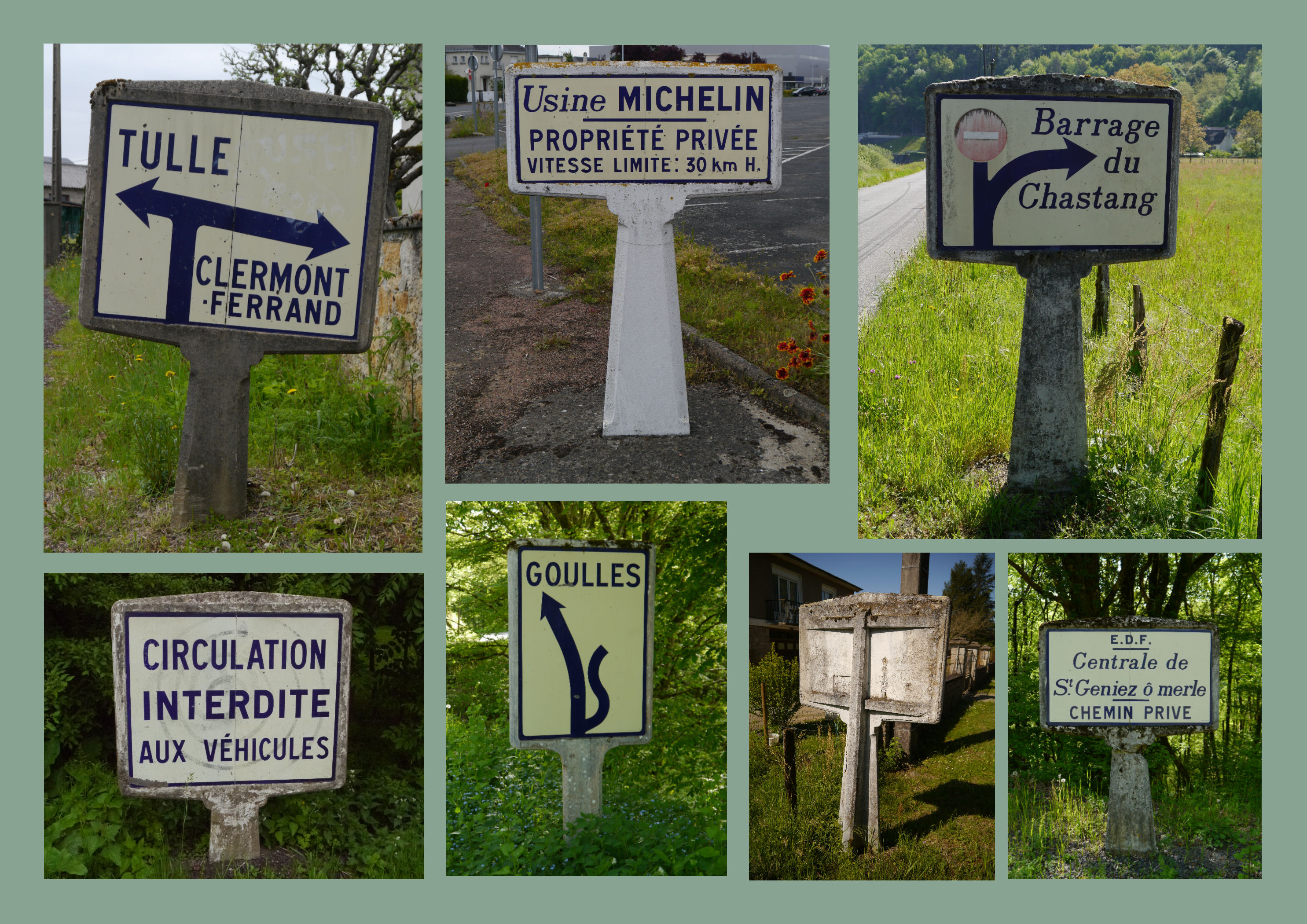
Wegweiser mit Fuß / Poteau de signalisation

Die nach dem Krieg verwendeten Schilderträger mit Standfuß mussten aufgrund neuer Anforderungen modifiziert werden. Aufgrund des wachsenden Verkehrsaufkommens wurden nun immer aufwendigere Darstellungen insbesondere bei Kreuzungsvorankündigungen nötig. Die Darstellung zeigte den genauen Straßenverlauf im Bereich der Kreuzung. Die Beschilderung bestand nach wie vor aus mehreren Schilderplatten, die passgenau aneinandergefügt in den Schilderträger eingesetzt wurden.

#### Wegweiser in Pfeilform

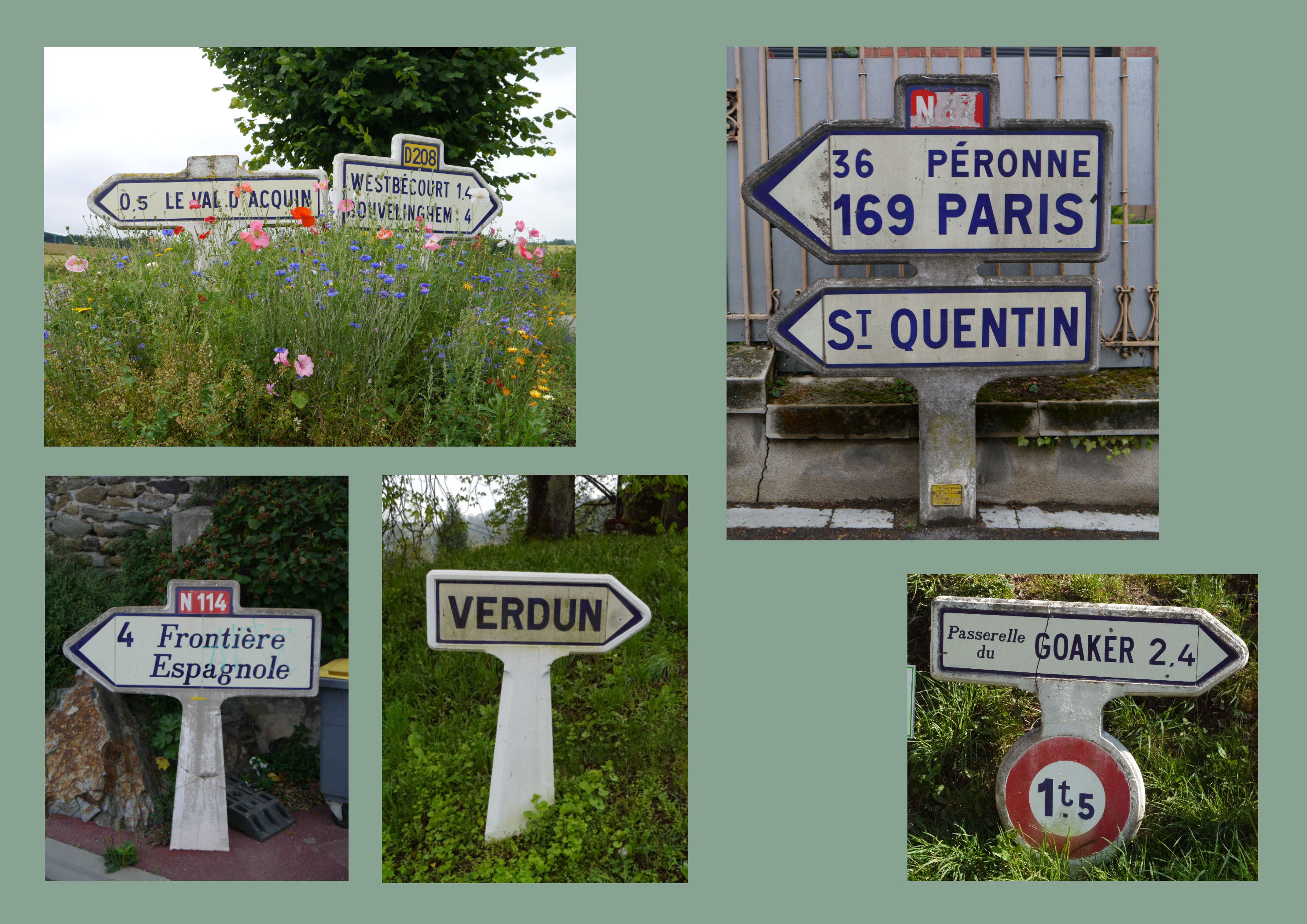
Wegweiser in Pfeilform mit Fuß / Flèche sur pied

Die neue Form der Wegweiser an Kreuzungen (frz. Flèche sur pied / Pfeil mit Fuß) erforderten ebenfalls modifizierte Schilderträger. Die neue Pfeilform gab es in mehreren Ausführungen, um die Länge des Schriftzugs sowie die Schrifthöhe anpassen zu können. Es kamen auch große Schilderträger zum Einsatz, in welche eine mehrzeilige Schilderplatte eingegossen werden konnte. Die Richtungsbeschilderung zu Ortschaften erfolgte in großer Blockschrift zumeist mit Kilometerangabe. Die Richtungsbeschilderung zu allgemeinen Orten (z. B. La Gare / Bahnhof, Centre Ville / Stadtzentrum etc.) wurde in Groß- und Kleinbuchstaben in Kursivschrift angegeben. Die Darstellungen erfolgten nun in dunkelblauer Schrift auf cremefarbenem Untergrund. Die Straßennummern wurden in einem separaten Feld nach oben genannter Klassifizierung angegeben. Zur Darstellung mehrzeiliger Wegweiser kamen Schilderträger mit vergrößertem Richtungspfeil zum Einsatz. Es wurden auch Schilderträger mit mehreren Richtungspfeilen gefertigt. Im Laufe der Jahre entstanden auch Wegweiser in Pfeilform auf einem hohen Standfuß. Als Wegweiser kamen auch doppelseitige Schilderträger zum Einsatz, welche zur jeder Seite eine Schilderplatte trugen.

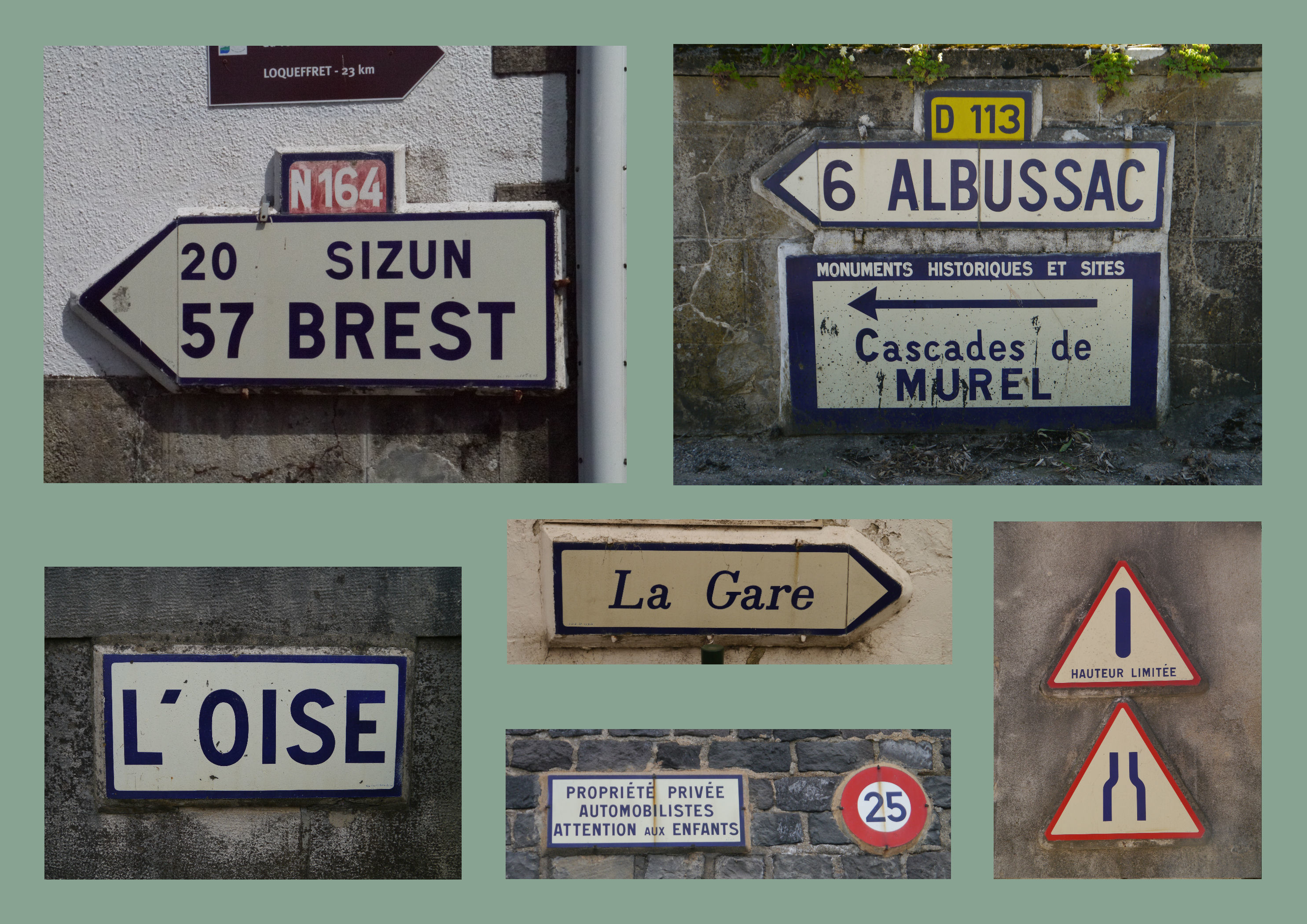
Wandplatten / Panneau mural

### Wandplatten / Panneau mural

#### Wegweiser in Pfeilform
Die nach dem Krieg geänderte Form der Wegweiser machte auch die Herstellung geänderter Schilderträger zur Montage an Wänden erforderlich. Auch Hinweisschilder in quadratischer Form sowie Verkehrszeichen wurden als Panneau mural zur Anbringung an Wänden gefertigt.

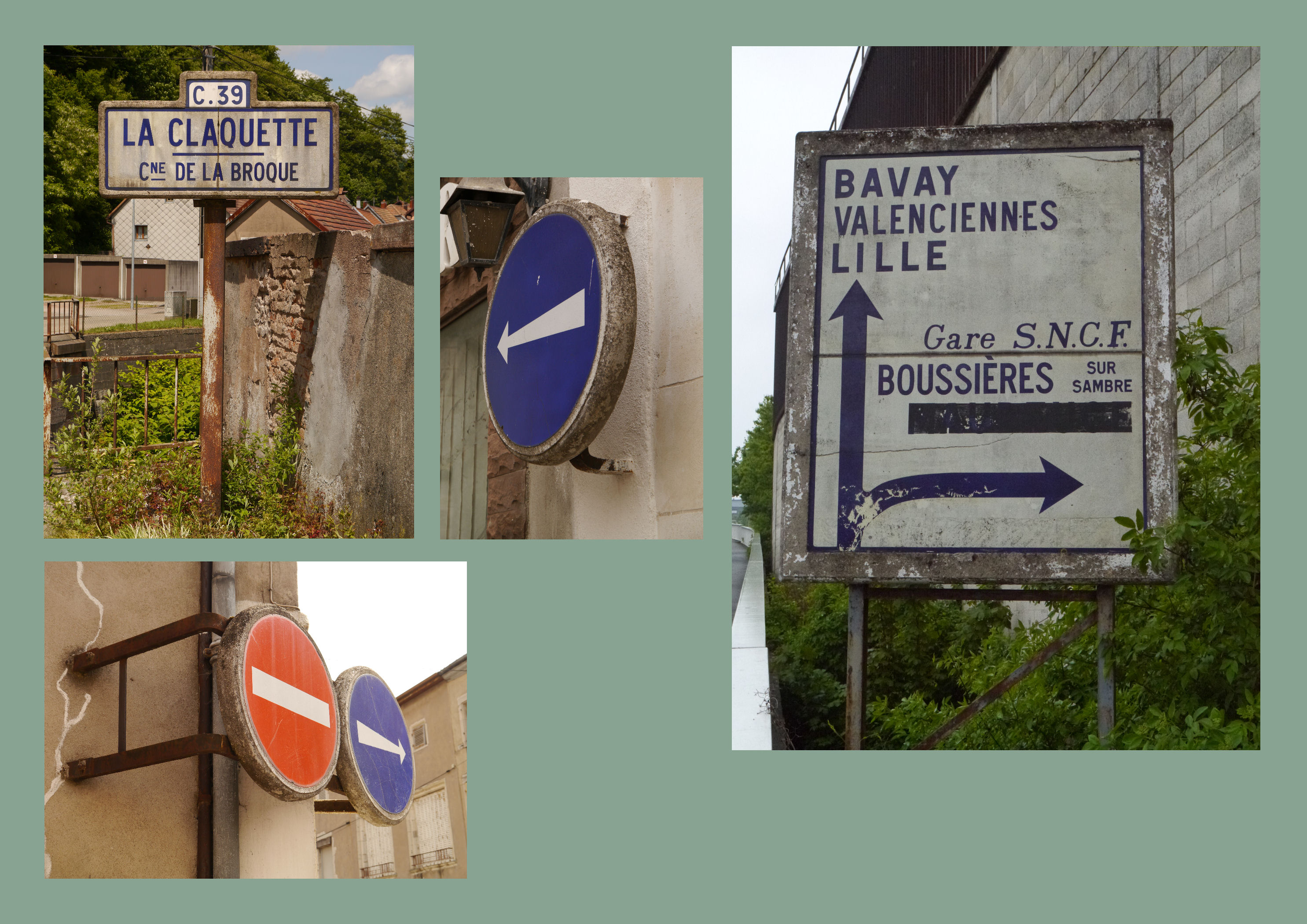
Wandplatten / Panneau mural auf Metallträgern

#### Ortsunabhängige Verwendung
Im Laufe der Jahre (vermutlich ab Mitte der 1960er Jahre) entwickelte Michelin ein Befestigungssystem, um Panneau mural (Wandplatten) an Betonsäulen zu montieren. Die Befestigung erfolgte mit Metallklemmen oder durch Verschraubung. So konnten die ursprünglich für die Montage an Häuserwänden vorgesehenen Schilderträger nun auch ortsunabhängig aufgestellt oder bereits vorhandene Schilderträger nachgerüstet werden.

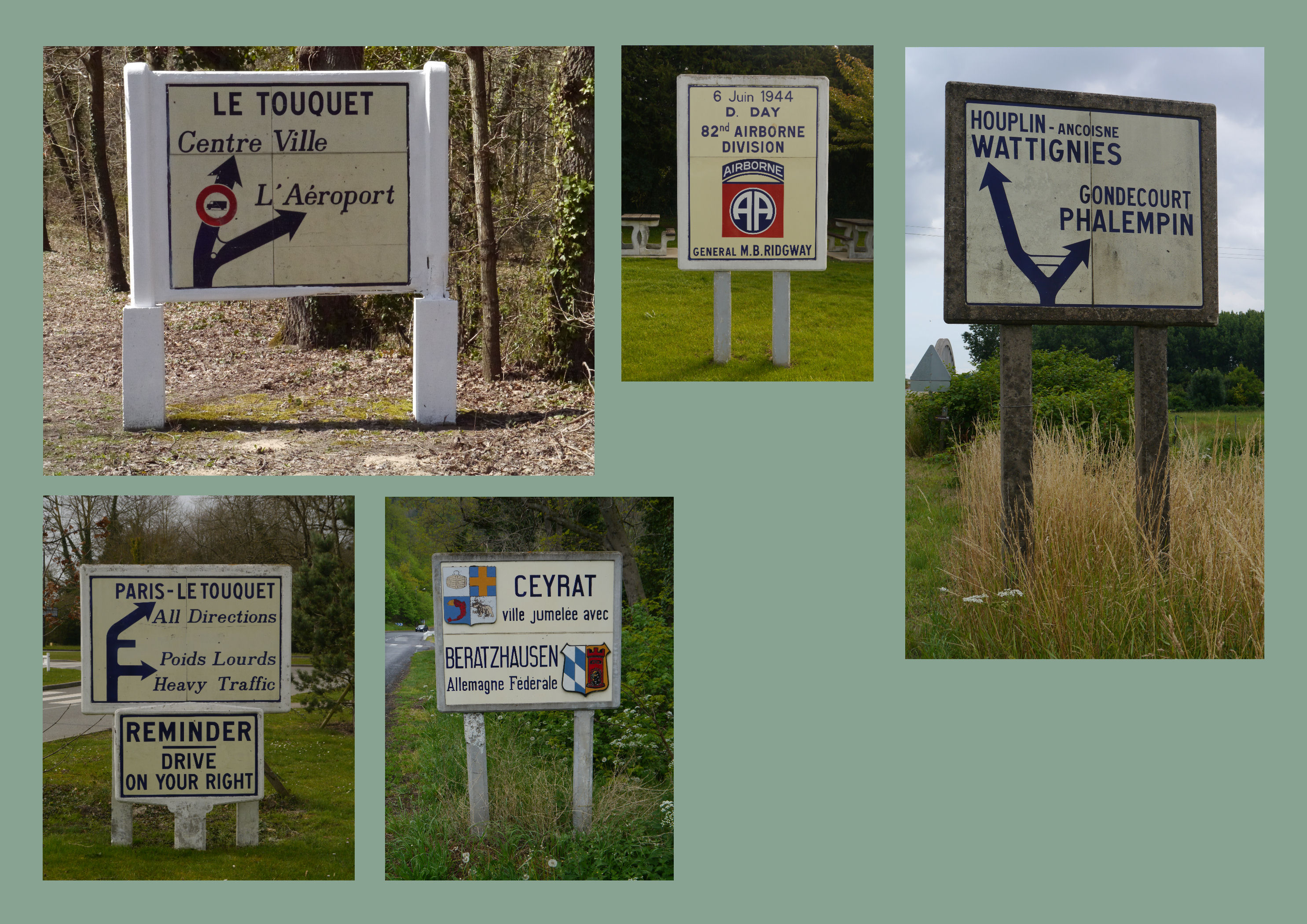
Schautafeln / Murs

 Selten kamen auch Metallsäulen oder Gerüste zum Einsatz, um eine Wandplatte ortsunabhängig aufstellen zu können. Ob die aus Metall gefertigten Schilderträger zum Lieferumfang von Michelin gehörten, ist unklar.

### Schautafeln / Murs
Die Produktion von Schilderwänden (frz. Murs) wurde auch nach dem Zweiten Weltkrieg wieder aufgenommen. Das steigende Verkehrswachstum machte die Herstellung immer größerer und aufwendigerer Darstellungen erforderlich. Insbesondere für Autobahnen und Schnellstraßen wurden sehr große Schautafeln gefertigt. Schilderwände wurden je nach den Erfordernissen in unterschiedlichen Größen geliefert.

#### Autobahnen
Im Jahr 1955 wurde in Frankreich offiziell die Autoroute (Autobahn) eingeführt. 1963 wurde das Zeichen zur Kenntlichmachung für den Beginn und das Ende geschaffen. Die Beschilderung war in den ersten Jahren noch nicht genau definiert und wurde erst im Dekret vom 8. März 1971 genau festgelegt. Auch an Autobahnen und Schnellstraßen fanden die von Michelin aus Stahlbeton gefertigten Schilder Verwendung.

### Ortstafeln

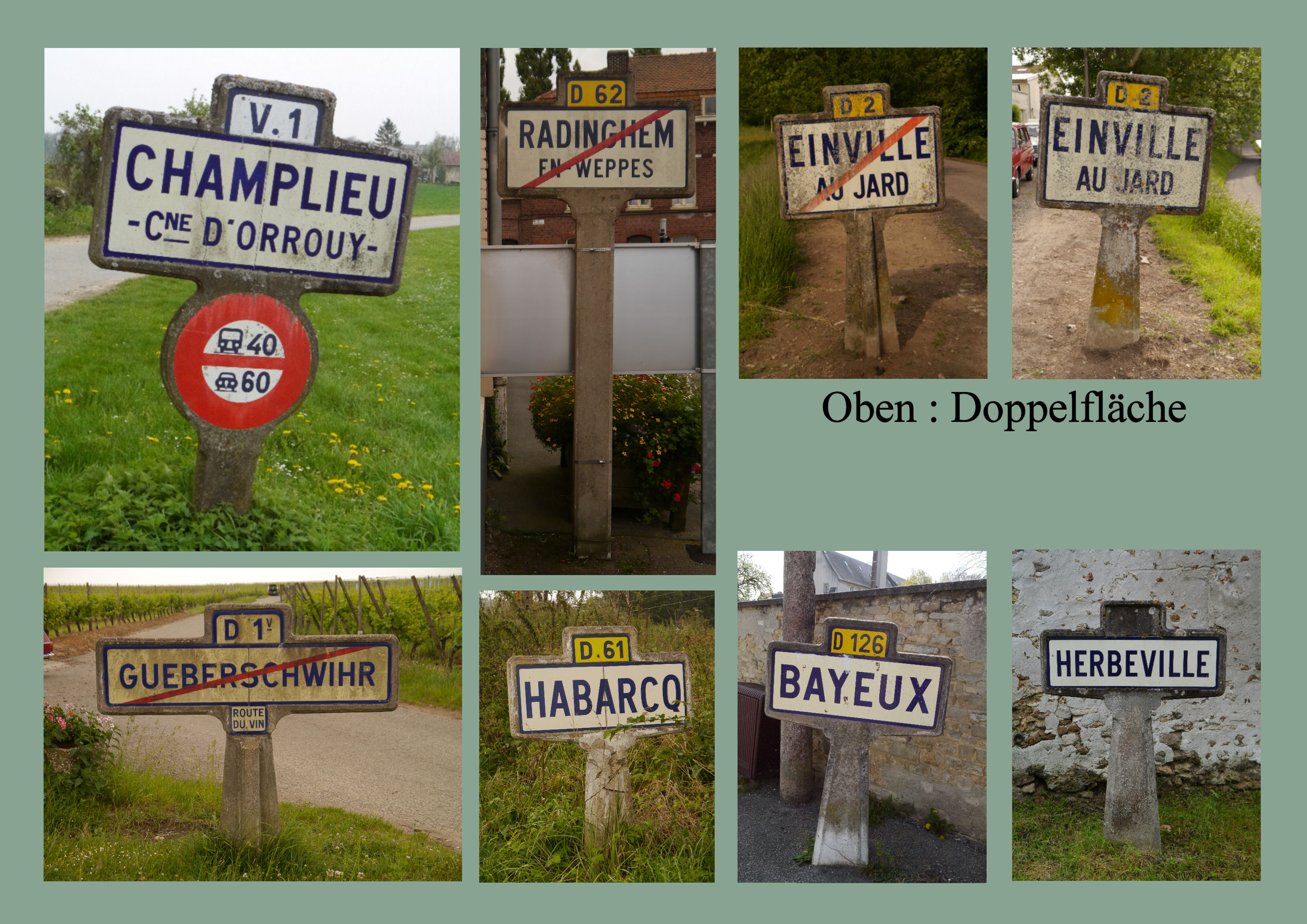
Ortstafeln

Nach dem Zweiten Weltkrieg ging man dazu über, nicht nur Ortseinfahrten, sondern auch Ortsausfahrten zu markieren. Die grafische Darstellung entsprach nun dem der Wegweiser mit dunkelblauer Schrift auf cremefarbenem Untergrund. Aufgrund unterschiedlicher Längen der Ortsnamen wurden unterschiedliche Schilderträger erforderlich, welche mit einem separaten Feld für die Straßennummer ausgestattet sein konnten. Es kamen auch doppelseitige Schilderträger zum Einsatz, auf denen die Ortseinfahrt und rückseitig die Ortsausfahrt gekennzeichnet waren. Selten kamen Schilderträger zur Verwendung, die über eine integrierte Fläche für Geschwindigkeitsbegrenzungen oder Hupverbot verfügten.

### Verkehrszeichen

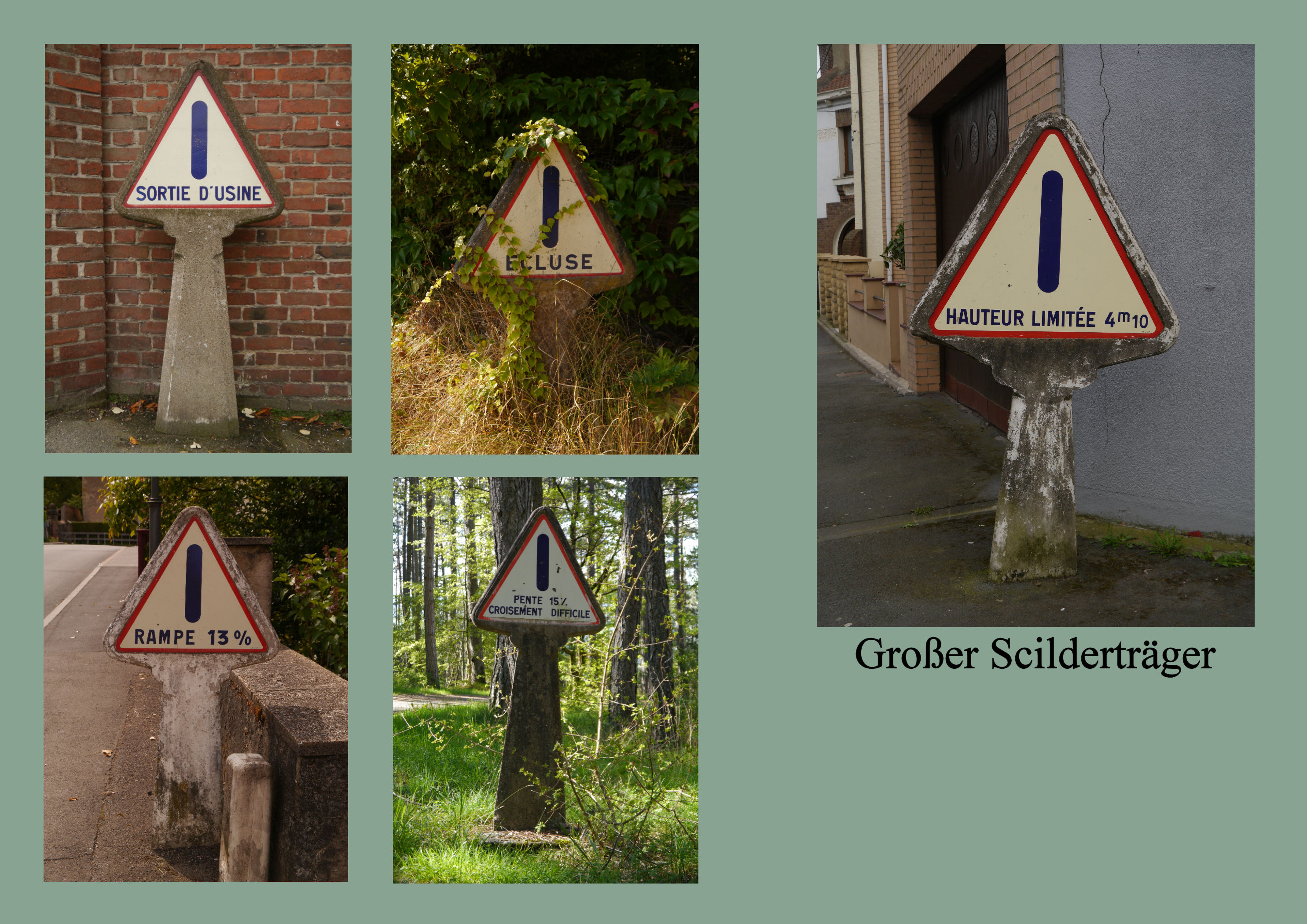
Hinweise auf allgemeine Gefahrenstellen

Die Vielzahl unterschiedlicher Zeichen zur Verkehrsregelung erforderte nun ebenfalls eine Vielzahl von Schilderträgern, die sich in Form und Größe unterschieden. So kamen nun auch für Verkehrszeichen Schilderträger mit hohem Standfuß zum Einsatz. Es wurden auch Schilderträger zur Doppelbeschilderung oder mit Platz für ein Zusatzschild gefertigt. Auch verlangte die Modifizierung beziehungsweise die Einführung neuer Verkehrszeichen eine ständige Anpassung der Produktion. Auch doppelseitige Schilderträger waren im Einsatz, um z. B. eine Geschwindigkeitsbegrenzung kenntlich zu machen und diese rückseitig für die Gegenrichtung aufzuheben.

#### Gefahrzeichen

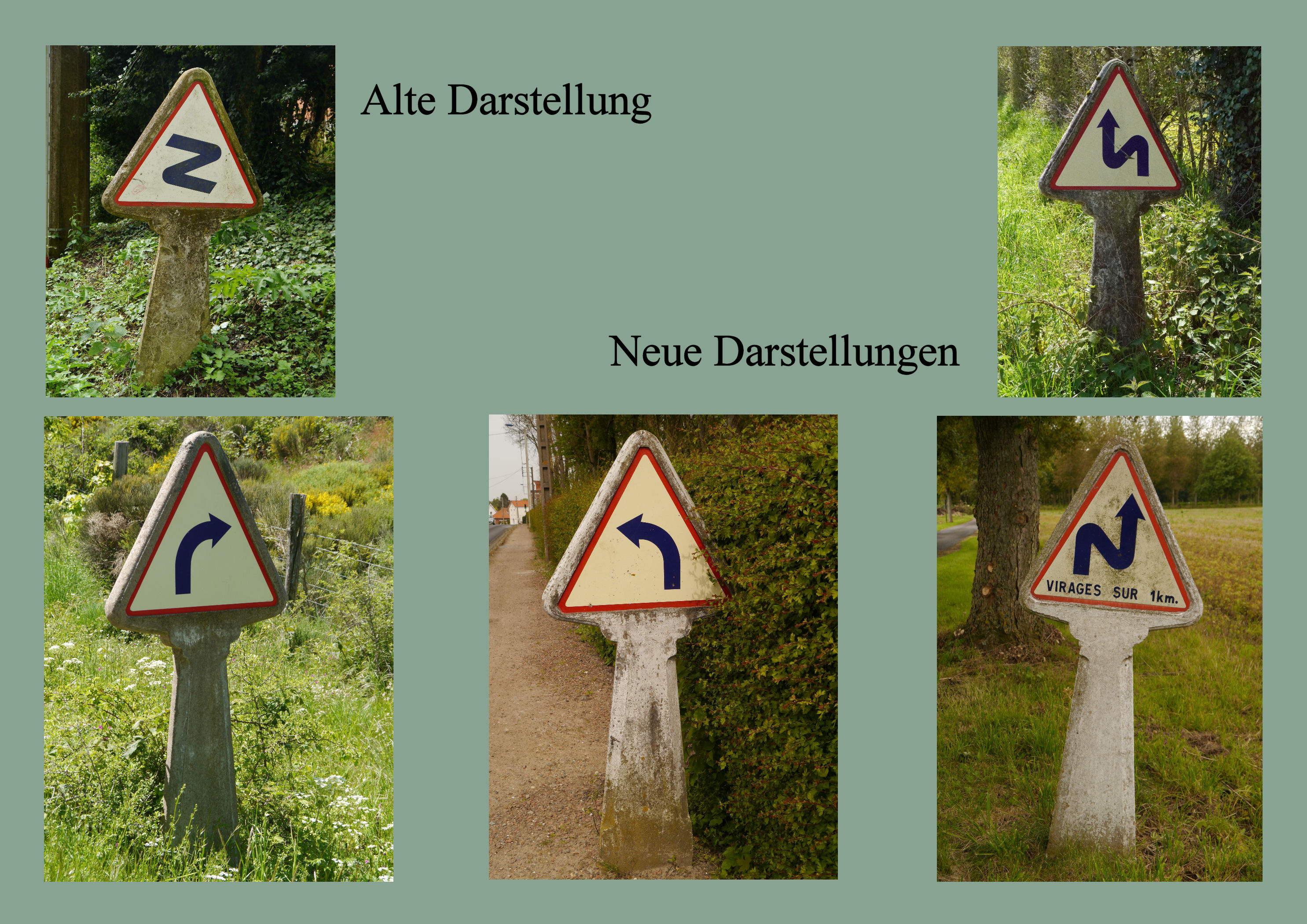
Umsetzung der Richtlinien von 1952

Der schon vor dem Krieg entwickelte Schilderträger in einfacher Ausführung fand weiterhin unverändert Verwendung. Anpassungsbedürftig waren vorerst nur die Darstellungen auf den Schilderplatten, die das Piktogramm nun nicht mehr auf gelbem, sondern auf weißem Untergrund zeigen mussten.
Das 1952 in Kraft getretene Abkommen zur Angleichung der Verkehrszeichen in Europa machte eine erneute Modifizierung der Grafiken auf den Schilderplatten erforderlich. Im Wesentlichen umfasste das Abkommen, dass die blaue Umrandung der Gefahrzeichen durch eine rote Einfassung ersetzt wurde. Als Grundfarbe sollte fortan Cremeweiß verwendet werden; die Piktogramme wurden weiterhin in dunkelblau dargestellt.

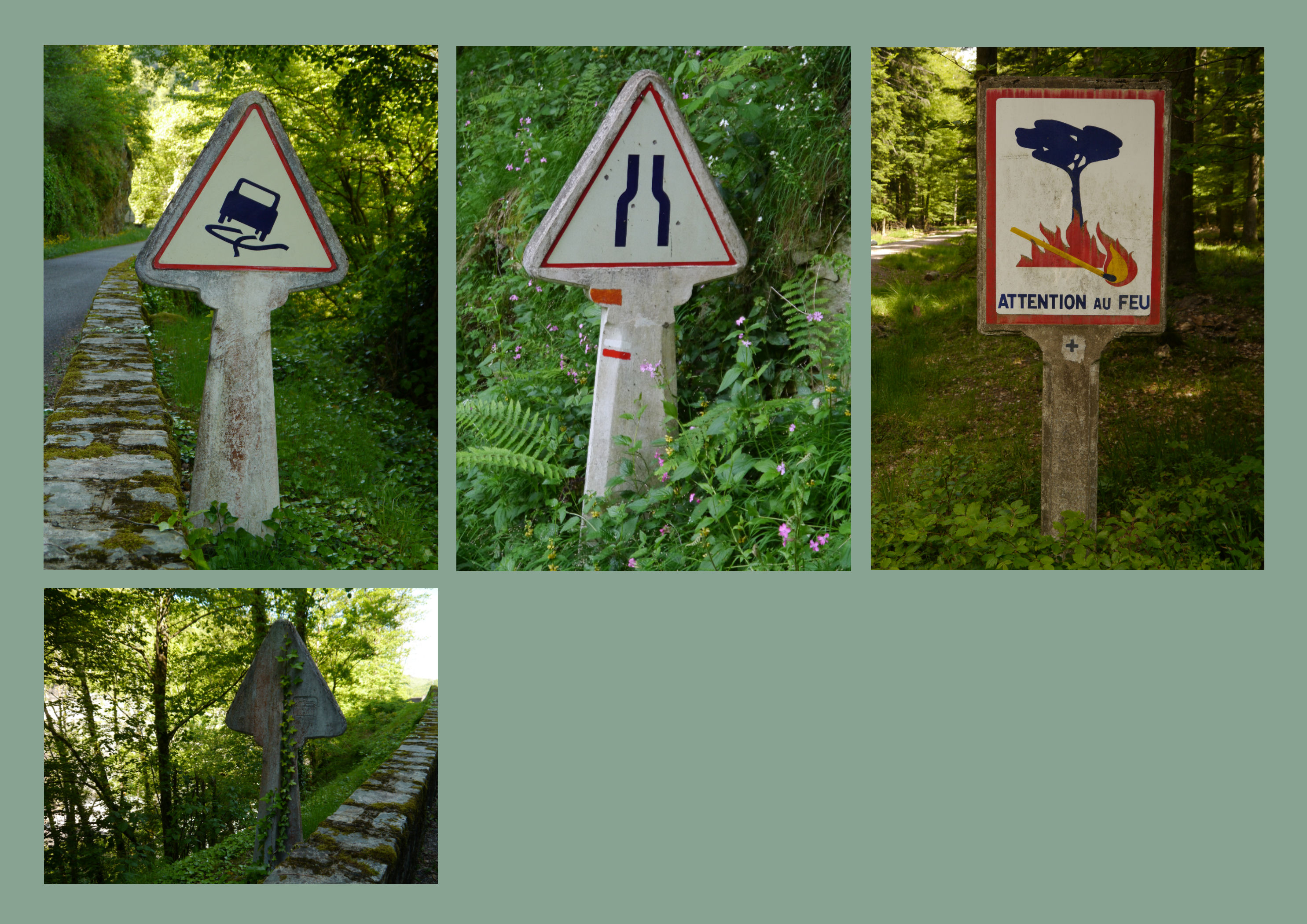
1952 neu eingeführte Verkehrszeichen

Ebenso wurde das Piktogramm zur Ankündigung von Kurven verändert und zeigte nun den genauen Verlauf der Straße an. Das bis dorthin verwendete geschwungene ‚Z‘ lief aus (in Deutschland erst 1971). Es blieb weiterhin möglich, die Länge einer kurvenreichen Strecke direkt im Zeichen anzugeben (virages sur km …).

Auch das neu eingeführte und vom Piktogramm her aufwendige Zeichen für Waldbrandgefahr wurde bei Michelin ins Programm aufgenommen. Ein Zeichen für allgemeine Fahrbahnverengungen und zur Warnung vor Schleudergefahr wurde eingeführt.

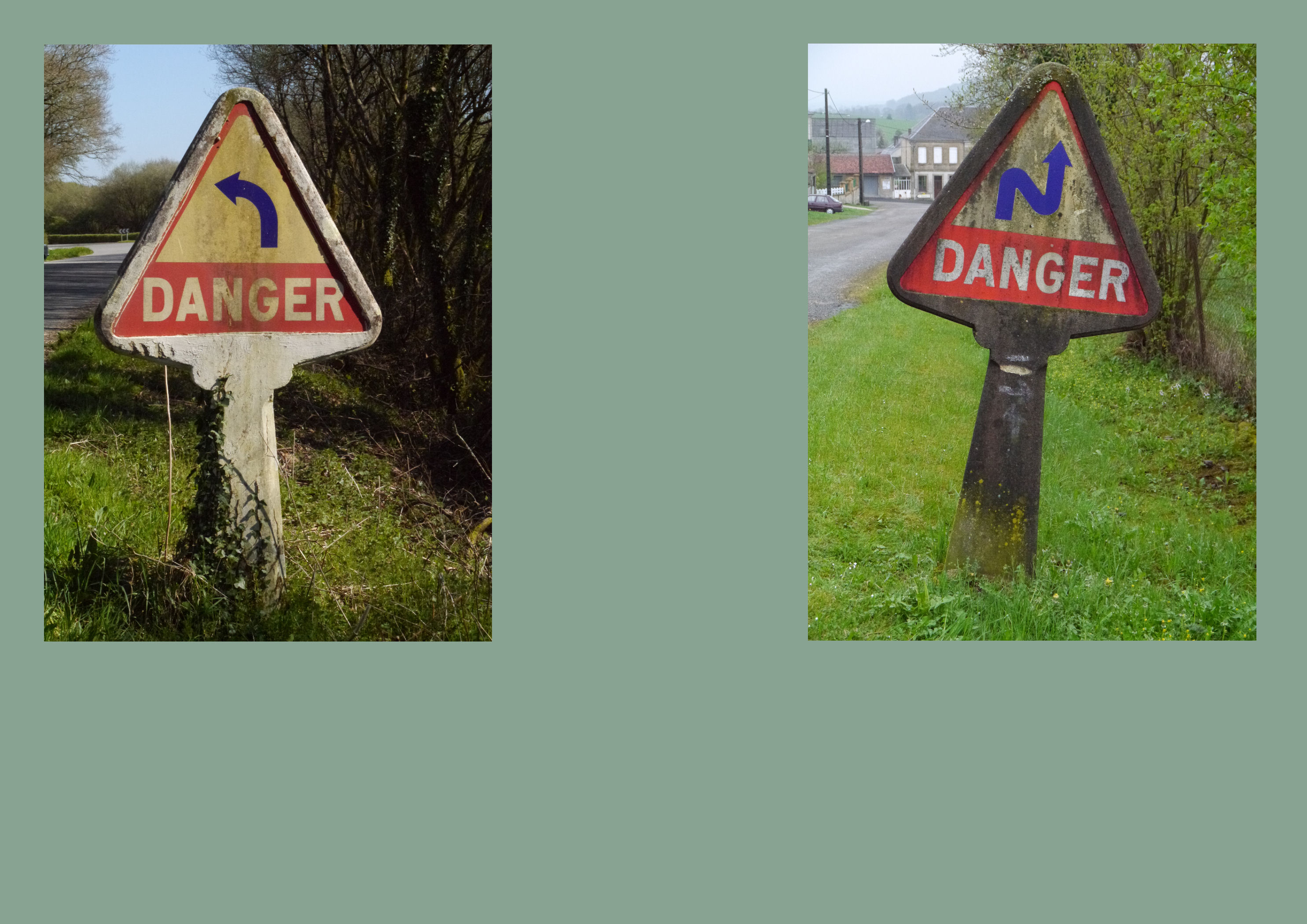
Super Signalisation auf großem Schilderträger

##### Super Signalisation
Zur Herstellung der ebenfalls bereits 1946 eingeführten Super Signalisation wurden Schilderträger mit vergrößerter Schilderfläche erforderlich. Die Super Signalisation war für besonders gefährliche Verkehrssituationen vorgesehen und trug zusätzlich den Warnhinweis Danger (Gefahr) direkt unter dem Piktogramm im Zeichen. An Übergängen elektrifizierter Bahnstrecken wurde durch den Warnhinweis Haute Tension (Hochspannung) vor dem Fahrdraht gewarnt.
Die Hinweise auf allgemeine Gefahrenstellen wurden ebenfalls durch Zusatzangabe genau definiert. So wurde beispielsweise durch den Zusatz Sortie d’usine vor Werksausfahrten gewarnt. Steigungen oder Gefällstrecken wurden auch noch nicht durch eine grafische Darstellung angekündigt, sondern durch Zusatzangabe einer allgemeinen Gefahrenstelle. Durch die Möglichkeit, Zusatzangaben in die Schildertafeln zu integrieren, wurden keine neuen Schilderträger erforderlich. Für besondere Gefahrenpunkte oder zur Aufstellung an Schnellstraßen kam der vergrößerte Schilderträger der Super Signalisation zum Einsatz.
Das Verkehrswachstum und die damit immer weiter wachsende Beschilderung führten zu Beginn der 1960er Jahre zur Herstellung von Schilderträgern in Doppelausführung. Hierbei konnten nun zwei Gefahrzeichen kombiniert dargestellt werden. Es gab auch Schilderträger, bei welchen ein Gefahrzeichen mit einem Verbotszeichen kombiniert werden konnten. Hier war das Gefahrzeichen stets oben angeordnet.

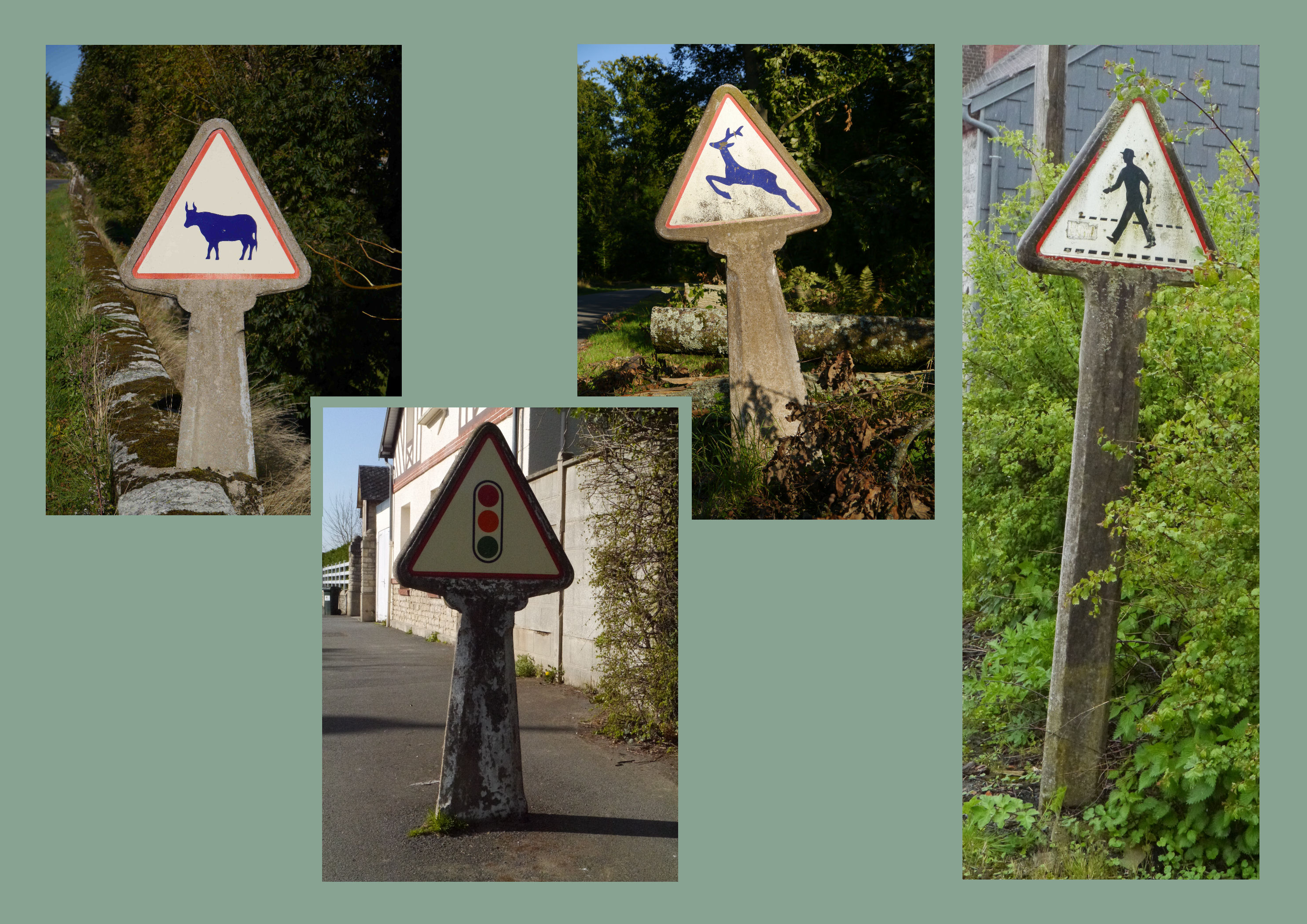
1963 neu eingeführte Verkehrszeichen

1963 wurden neue Gefahrzeichen eingeführt, welche ebenfalls von Michelin produziert wurden. So wurden unter anderem der Hinweis auf Lichtzeichenanlagen, Viehtrieb, Wildwechsel und Fußgängerüberweg als Piktogramm dargestellt. Die Ankündigung von Steigungen und Gefällen erfolgte nun ebenfalls in der heute noch verwendeten Darstellung.
1967 wurden nochmals weitere Gefahrzeichen eingeführt, darunter die allgemeine Warnung vor Gegenverkehr, Vorsicht Ufer, Vorsicht Radfahrer und Steinschlag.

#### Vorfahrtszeichen

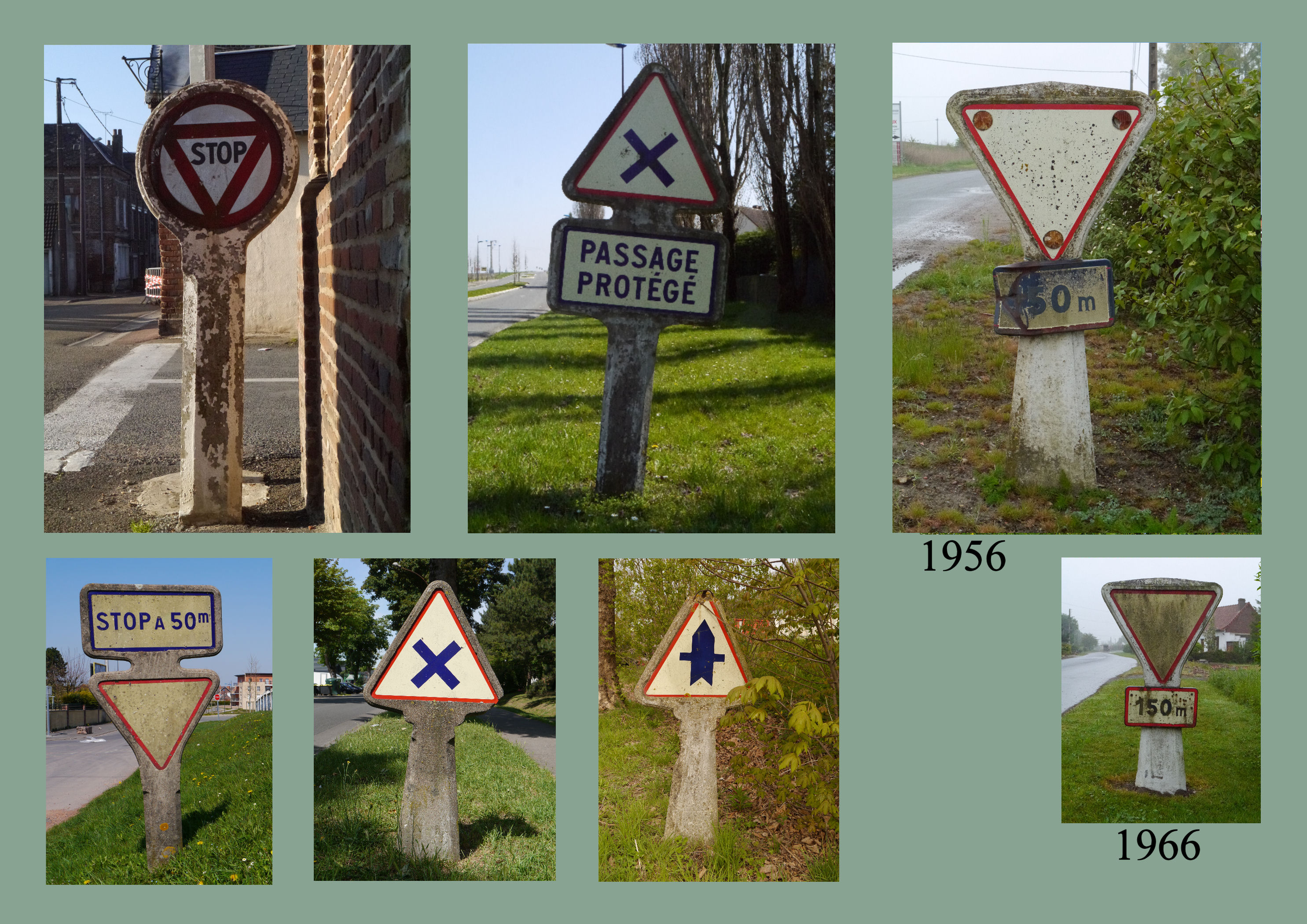
Verkehrszeichen zur Vorfahrtsregelung bis 1970

Auch die Verkehrszeichen zur Vorfahrtsregelung wurden ab 1952 mit einem roten Rand dargestellt. An unbeschilderten Kreuzungen galt die Regel priorité à droite (Rechtsvortritt), welche im Regelfall durch das ‚X‘ angekündigt wurde. Das ‚X‘ mit Zusatzschild Passage protegé kennzeichnete das Vorfahrtsrecht. Zusätzlich wurde das Zeichen „Vorfahrt an der nächsten Kreuzung oder Einmündung“ eingeführt. Das Zeichen Priorité de passage (Vorfahrt gewähren) wurde nach den Vorschriften mit drei Reflektoren in den Ecken ausgestattet, welche offiziell 1955 entfielen. Stoppschilder waren rund, und für den innerstädtischen Bereich kam auch ein Schilderträger mit verkleinerter Schilderfläche zum Einsatz.
Auch das ab 1970 in Frankreich obligatorische achteckige Stoppschild wurde noch von Michelin gefertigt. Zur Vorankündigung auf Stoppstraßen wurde ein Schilderträger mit obenliegendem Zusatzfeld erforderlich.

#### Verbotszeichen

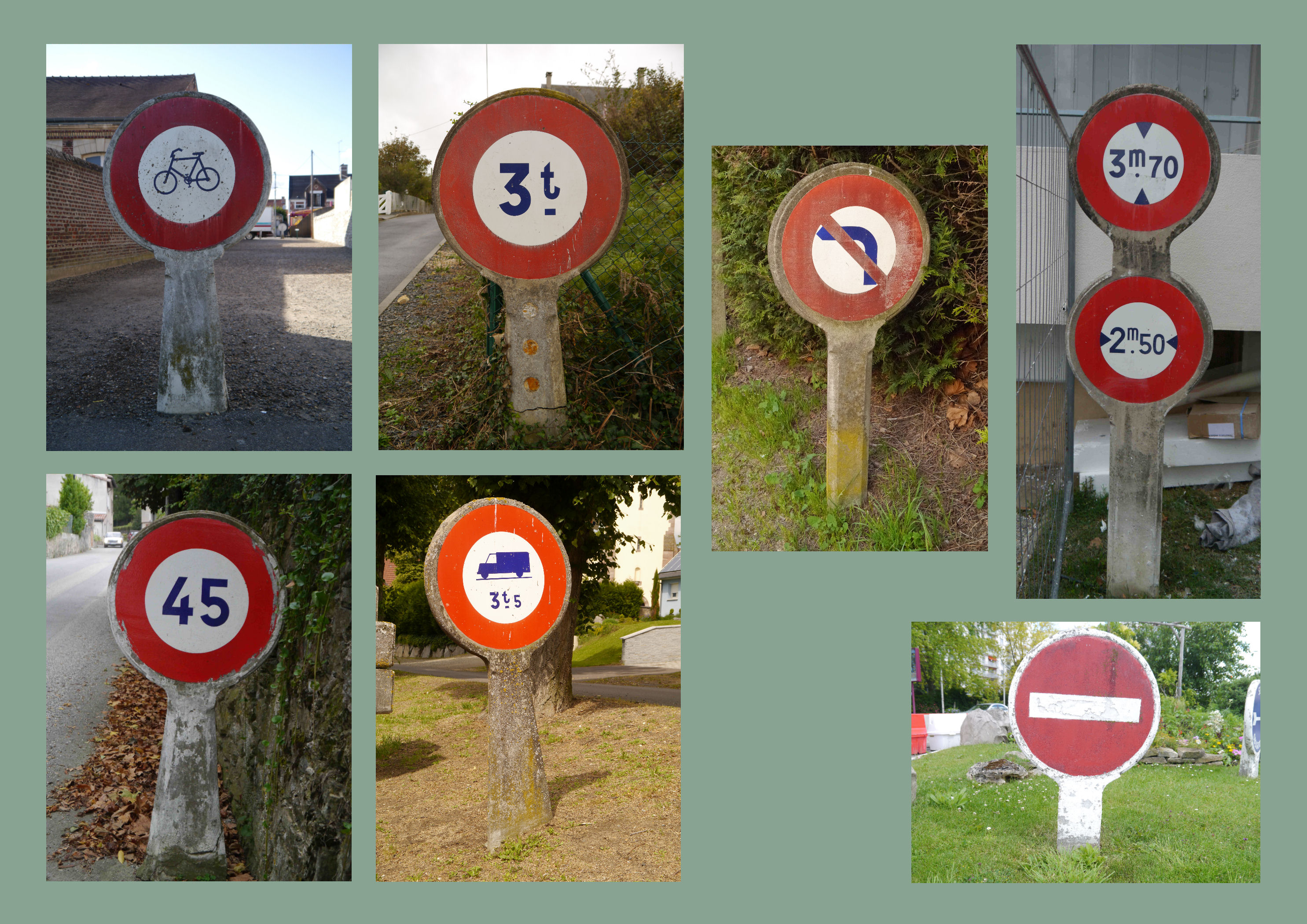
Verbotszeichen

Bei der Herstellung von Verbotszeichen musste Michelin vermutlich vom gewohnten Herstellungsverfahren abweichen, da sich die Schilderplatte aus Lavagestein nur schwerlich in runder Form zuschneiden ließ. Vermutlich kam eine einfache Lackierung der Fläche auf dem Schilderträger zum Einsatz, oder die Farben wurden direkt in die Betonoberfläche eingebrannt. Die Schilderträger in runder Ausführung wurden in unterschiedlichen Durchmessern gefertigt. Die kleinere Ausführung fand vor allem im innerstädtischen Bereich Verwendung. Auch für Verbotszeichen wurden in späten Jahren Schilderträger in Doppelausführung angefertigt oder solche, die mit einem externen Feld für Zusatzangaben ausgestattet waren. Zusatzangaben konnten allerdings auch direkt im roten Rand platziert werden.
Durch das 1952 in Frankreich in Kraft getretene Abkommen aus Genf (1949) entfiel bei Geschwindigkeitsbeschränkungen der aus Vorkriegszeiten stammende Buchstabe ‚K‘ hinter der Zahl (Beispiel 30K / 30). Das Verbot zum Rechts- bzw. Linksabbiegen wurde eingeführt.

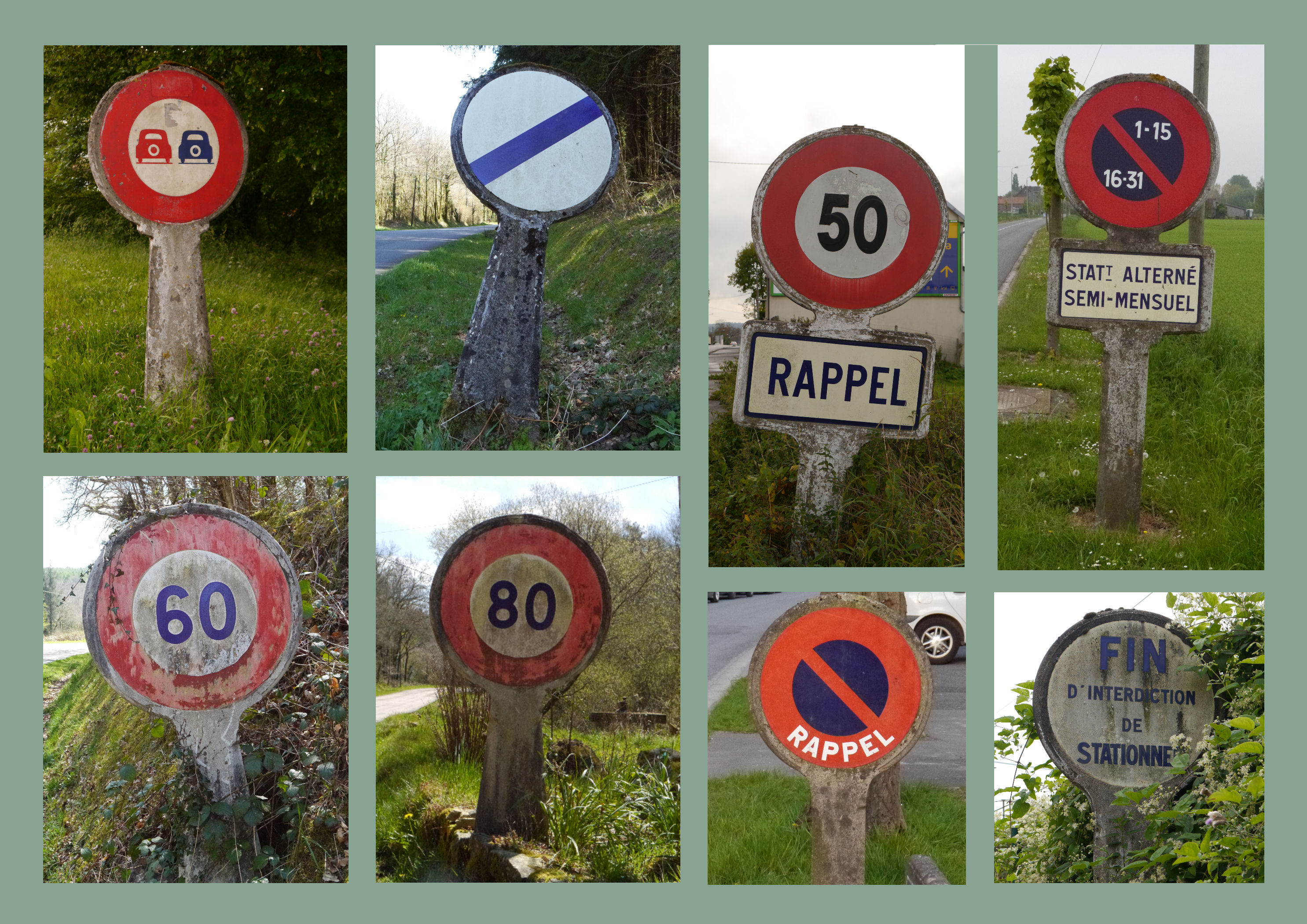
Änderungen 1963 und 1967

1955 wurde ein Zeichen zur Aufhebung von Geschwindigkeitsbegrenzungen (ähnlich dem heutigen Ende sämtlicher Streckenverbote) eingeführt. Zur Aufhebung eines Überholverbots nutzte man den Schriftzug Fin d’interdiction de dépasser in dunkelblauer Schrift auf cremefarbenem Untergrund. Ebenfalls 1955 wurde das Verbot für Radfahrer und das Hupverbotszeichen eingeführt. Die Schreibform von Höhen bzw. Breitenangaben wurde fortan mit hochgestelltem Buchstaben in der Mitte (Beispiel 3.5 m / 3m.5) ausgeführt. Ähnlich wurde die Schreibweise bei Tonnagebeschränkungen angepasst.
1963 wurden Parkverbote mit halbmonatiger Seitenkennung eingeführt. Ein Zeichen zur Aufhebung von Parkverboten Fin d’interdiction de stationner kam hinzu. Das seit 1955 gebräuchliche Fin d’interdiction de dépasser (Ende des Überholverbotes) wurde durch das Piktogramm (zwei Autos) ersetzt, des Weiteren ein Zeichen zur Aufhebung von Hupverboten eingeführt.
1967 wurde das Aufhebungszeichen von Geschwindigkeitsbegrenzungen erneuert. Fortan wurde die Geschwindigkeit als Zahl angegeben, das bislang verwendete Zeichen (mit dem Querbalken) hob nun auch Überholverbote auf.

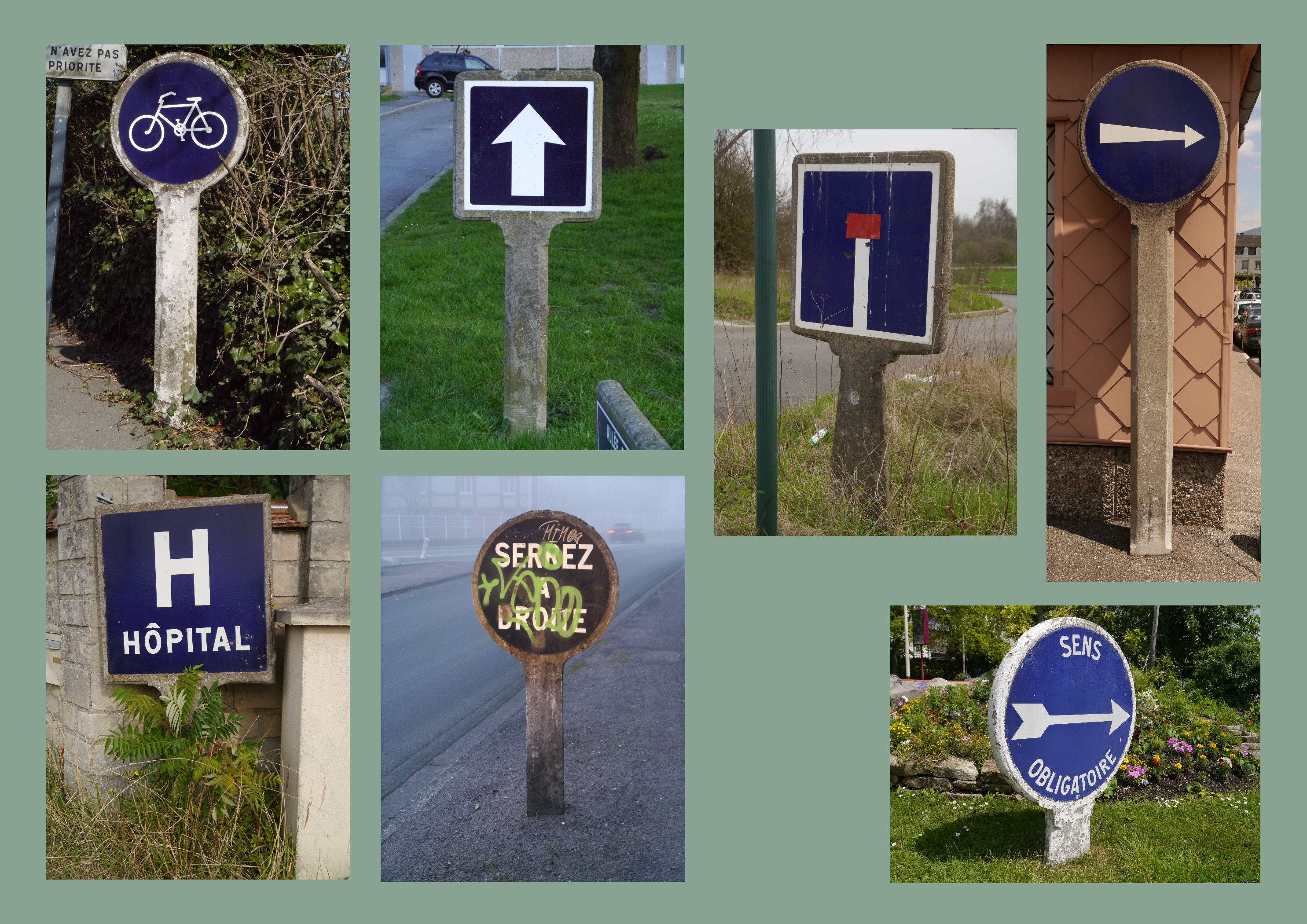
Gebots- und Informationszeichen

#### Gebotszeichen
Auch bei den runden Gebotszeichen wurde vermutlich auf einen Schilderträger aus Lavagestein verzichtet und die Farbe direkt in den Schilderträger eingebrannt. Ob bei eckigen Zeichen ein Schilderträger aus Lavagestein zur Verwendung kam, ist nicht geklärt.

1952 wurde der Richtungspfeil zur vorgeschriebenen Fahrtrichtung modifiziert. 1955 erhielt das bislang in Schriftform gestaltete Zeichen zur Kennzeichnung eines Radwegs das Piktogramm. Hinzu kam der Hinweis auf einen Kreisverkehr sowie andere Gebote in ausgeschriebener Form (Beispiel Serrez a droite / rechts fahren).

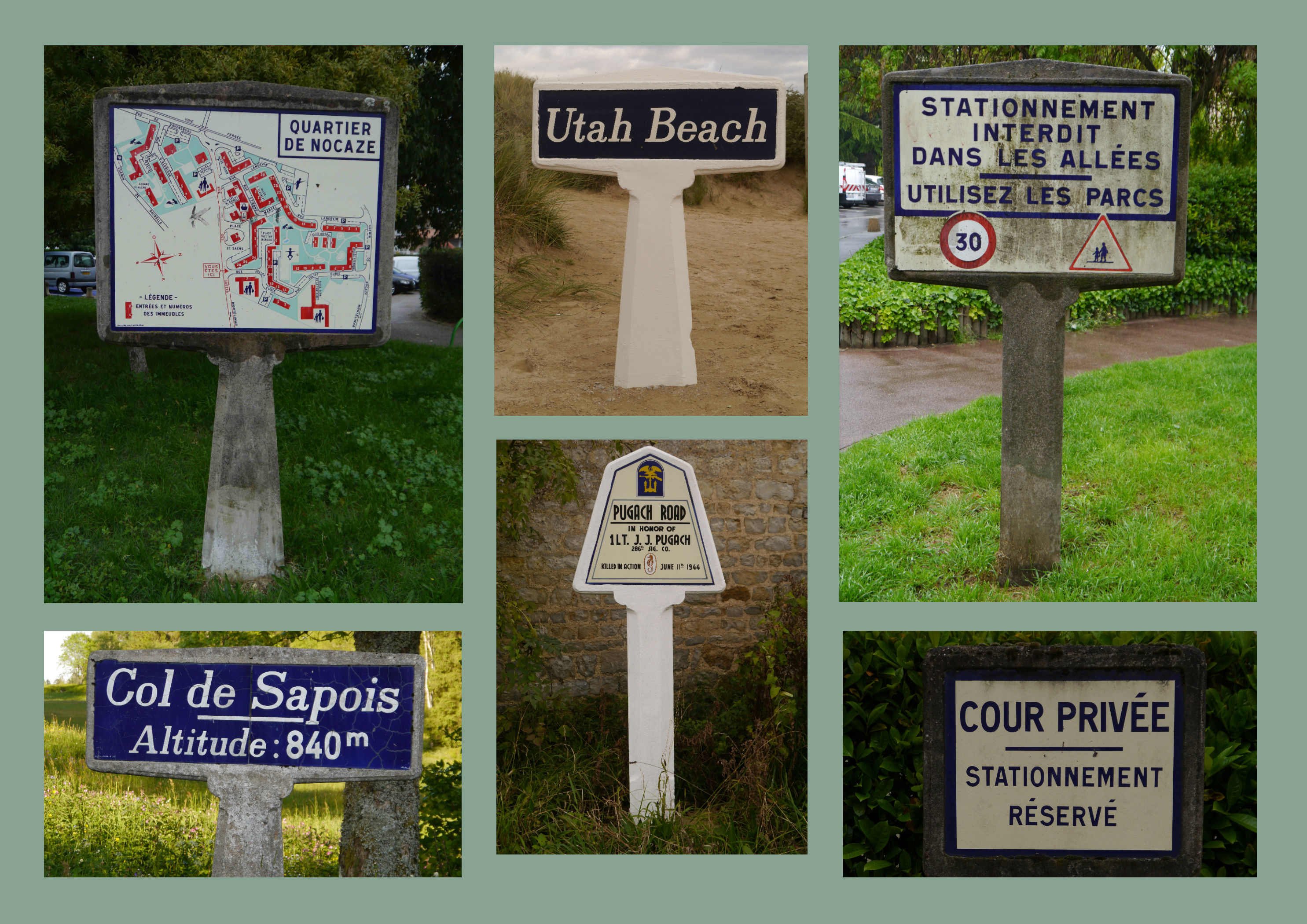
Andere Beschilderung

#### Andere

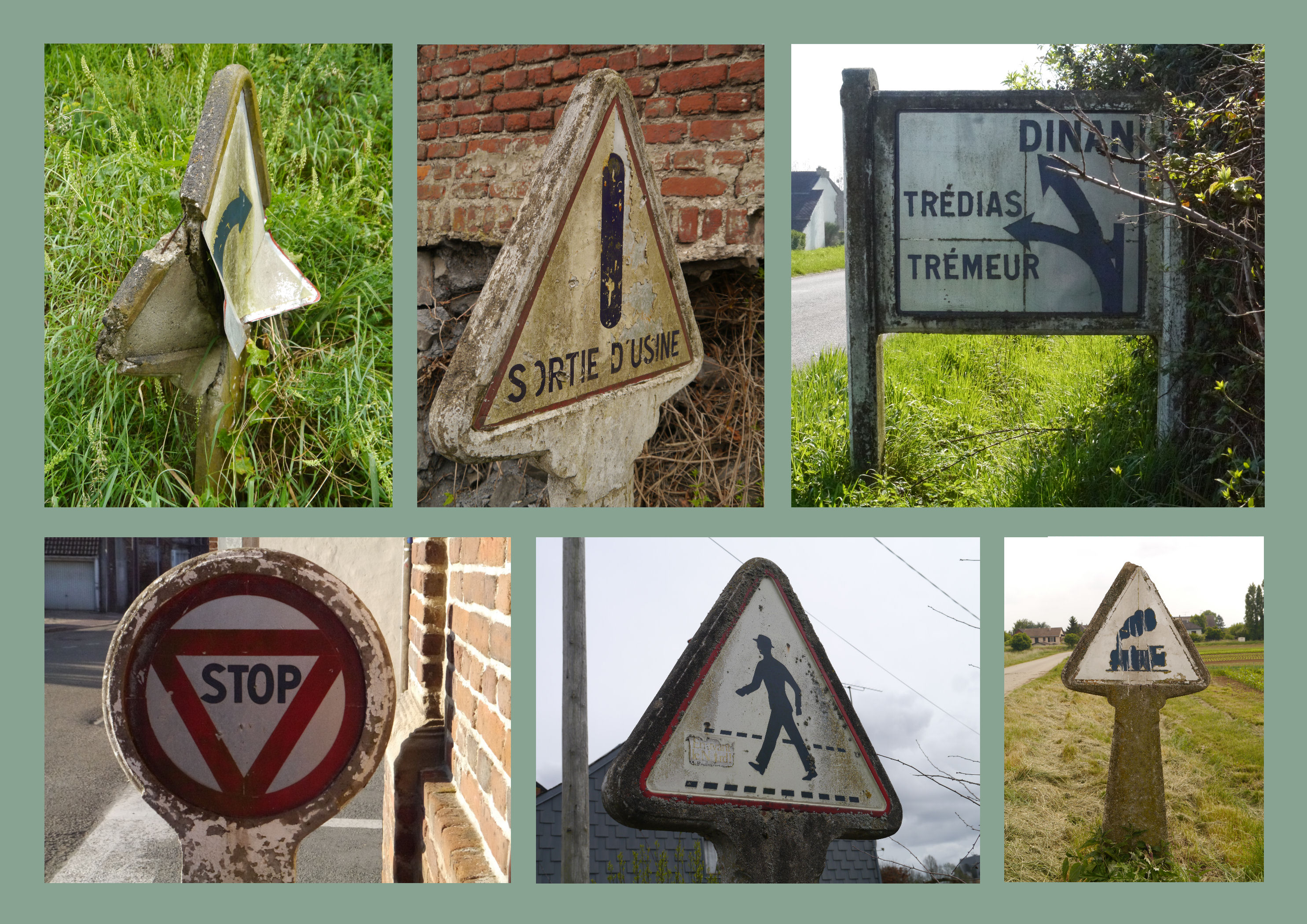
Michelin-Verkehrszeichen mit eingesetztem Metallschild

Bei Michelin konnte nahezu jedes Verkehrszeichen geordert werden. Es wurden auch Schilder für den privaten Bereich angefertigt. Auch Landschaftshinweise und Schilder zur Markierung von Passhöhen und Flüssen waren im Programm. Weit verbreitet waren (sind) Hinweisschilder auf historische Orte (frz. Monument historique et síte). Es gab (gibt) sehr aufwendige Darstellungen von Stadtplänen, grafischen Informationstafeln oder Hinweise auf historische Ereignisse, so z. B. auf die Invasion in der Normandie.

## Fortführung Nachkriegsgeschichte
In den 1960er Jahren (eventuell ab 1963) begann Michelin damit, in die aus Stahlbeton gefertigten Schilderträger Verkehrszeichen aus Metall einzusetzen. Eine Zeitbestimmung dieser sehr seltenen Modelle ist aufgrund des fehlenden Herstellungsdatums auf der Schilderplatte nicht möglich. Zu welchem Zweck man plötzlich metallene Schilderplatten verwendete, ist nicht belegt. Eventuell spielte die Erkennbarkeit (Reflexion) bei Dunkelheit eine Rolle. Es können aber auch Herstellungskosten in Betracht gezogen werden, da die Herstellung der Schilderplatte aus Lavagestein sehr aufwendig war. Ob es sich bei diesen Ausführung nur um einen zeitlich eingegrenzten Versuch handelte, ist nicht übermittelt, fest steht allerdings, dass die Produktion nach dem ursprünglichen Verfahren parallel fortgeführt wurde. Auch Zeichen der letzten Ausführung zeigten eine Schilderplatte mit dem traditionellen Einbrand auf einer Lavasteinplatte.

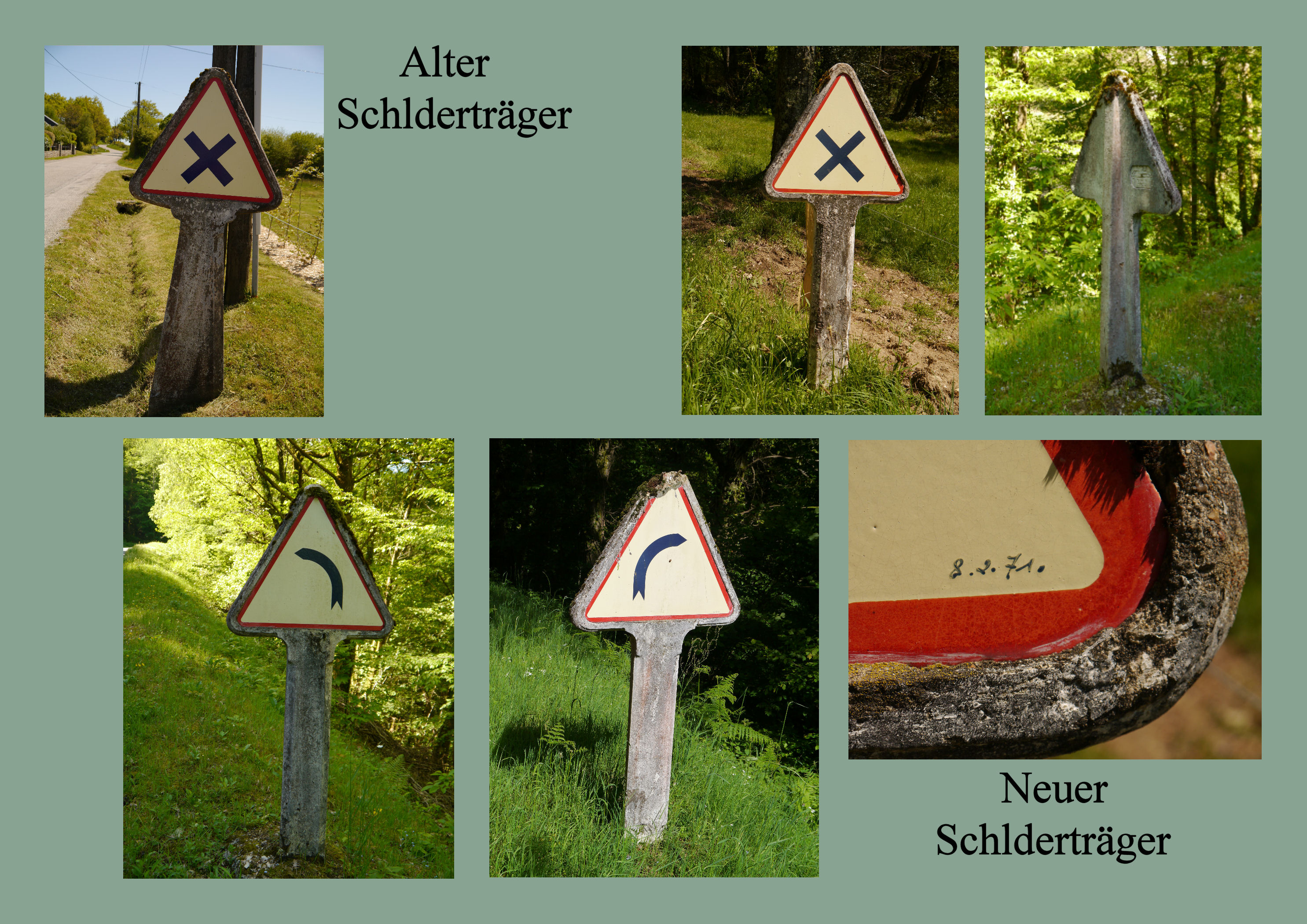
Neuer Schilderträger mit 1970 angepassten Pfeildarstellungen

Ab ca. 1964 wurde parallel zur traditionellen Bauform der Schilderträger für die Einfachbeschilderung ein modifiziertes Modell mit schmalerem Fuß verwendet. Dieses erhielt kurz vor Produktionsende etwa ab 1970 nochmals eine Modifikation. Die Piktogramme zur Ankündigung von Kurven (Pfeildarstellungen) wurden den heute gebräuchlichen, schon 1952 festgelegten Darstellungen angepasst.
Die Produktion der Michelin-Verkehrszeichen endete im Juni 1971. Die Gründe hierfür sind nicht eindeutig belegt. Klar ist allerdings, dass die Produktion von Verkehrszeichen in der Produktionspalette des Unternehmens nur noch eine marginale Rolle einnahm. Auch das Verbot der Eigenwerbung und eventuell hohe Produktionskosten könnten mit dazu beigetragen haben, dass Michelin nicht sonderlich an einer Weiterführung dieses traditionellen Produktionszweigs interessiert gewesen war. Die dauerhafte Solidität der Michelin-Verkehrszeichen machten diese bei ständig wachsendem Autoverkehr letztlich zu einem Sicherheitsrisiko, besonders an den Autobahnen und Schnellstraßen. Ab den 1980er Jahren begann man mit ihrer Ausmusterung, da sie zum einen ein Sicherheitsrisiko darstellten, zum anderen nun nicht mehr den geforderten Normen entsprachen. 1977 wurden erneut die Ausführungen der Gefahrzeichen überarbeitet, und diese mussten fortan in einem breiten roten Rahmen dargestellt sein. Die Piktogramme mussten nun in schwarz statt in dunkelblau dargestellt werden, die Super Signalisation entfiel. Auch die mangelhafte Erkennbarkeit bei Dunkelheit war nicht mehr zeitgemäß.
Die von Michelin gefertigten Zeichen waren nicht ausschließlich für den Straßenverkehr bestimmt. Auch an Kanälen und Flüssen wurden Michelin-Zeichen zur Beschilderung der Wasserstraße eingesetzt.

## Erkennbarkeit bei Dunkelheit

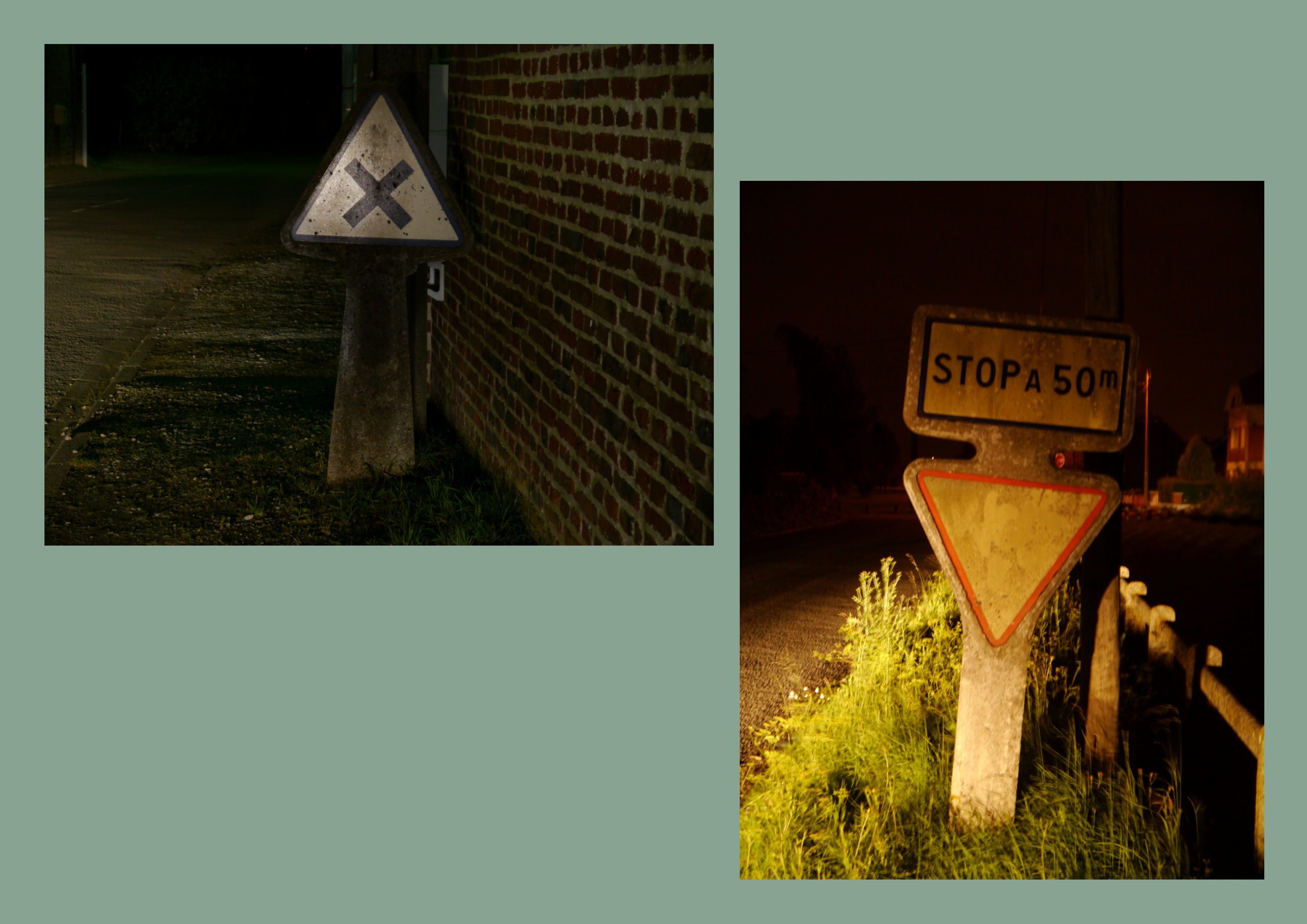
Erkennbarkeit bei Dunkelheit

Ein Nachteil der Michelin-Verkehrszeichen bestand (besteht) in der Erkennbarkeit bei Dunkelheit. War (ist) der ursprünglich weiße Anstrich verblasst oder letztlich durch Witterungseinflüsse gänzlich verschwunden, war (ist) es schwierig, die Zeichen auszumachen. Selbst bei gut erhaltenen Exemplaren, deren Schilderplatte noch intakt war (ist), erschien die Schilderplatte zumeist als spiegelnde Fläche, welches die Erkennbarkeit erschwerte (erschwert). Insbesondere mit zunehmender Verwitterung wurde (wird) es schwierig, die Zeichen in der Dunkelheit rechtzeitig auszumachen.

## Witterungseinflüsse

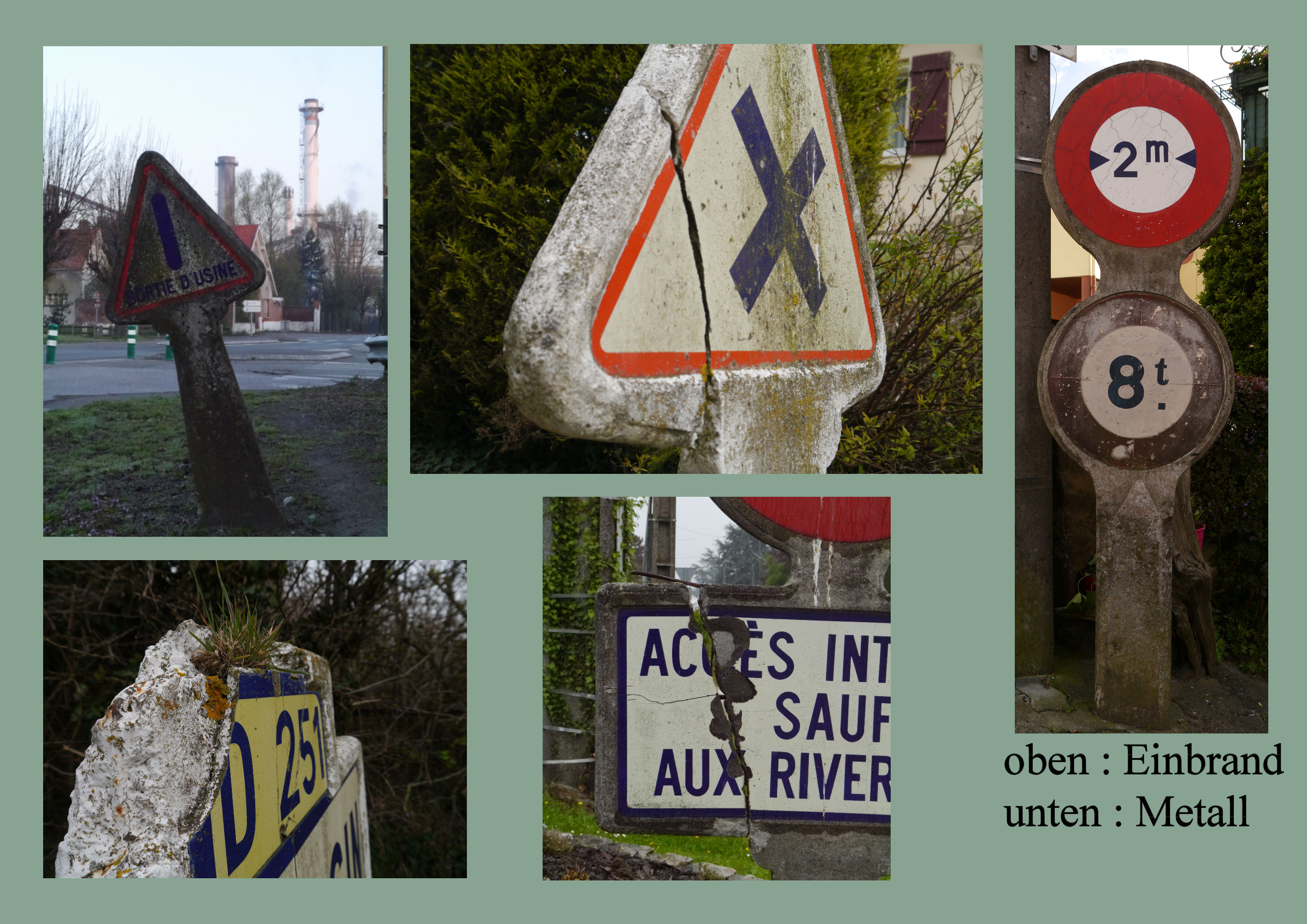
Zersetzungsprozess durch Witterungseinflüsse

Allgemein betrachtet, haben sich die Michelin-Verkehrszeichen als sehr langlebige Beschilderung erwiesen und André Michelins Ideen bestätigt. Der einst weiße Anstrich ist im Regelfall nicht mehr erhalten. Die Oberflächen der Schilderträger sind oft durch Witterungseinflüsse ausgewaschen und rau. Insbesondere entstandene Risse im Beton führten zum voranschreitenden Zerfall der Schilderträger. Als besonders anfällig erwies sich der Betonfuß im unteren Bereich. Die Schilderplatten aus Lavagestein erwiesen sich als nahezu unverwüstlich, wiesen allerdings im Laufe der Jahre teils starke Verschmutzungen oder Moosbewuchs auf. Reflektoren in den Ecken von Gefahrzeichen sind meist zerstört. Ausführungen mit eingesetztem Metallschild erwiesen sich im Regelfall als weniger witterungsbeständige Alternative. Insbesondere auf weichem Untergrund kam (kommt) es durch das hohe Eigengewicht im Laufe der Zeit häufig zur Seitenneigung des Schilderträgers. Die ältesten Exemplare an öffentlichen Straßen erreichten dennoch ein Alter von 80 Jahren und mehr (Stand 2017).

## Reparatur und Nachrüstmöglichkeiten

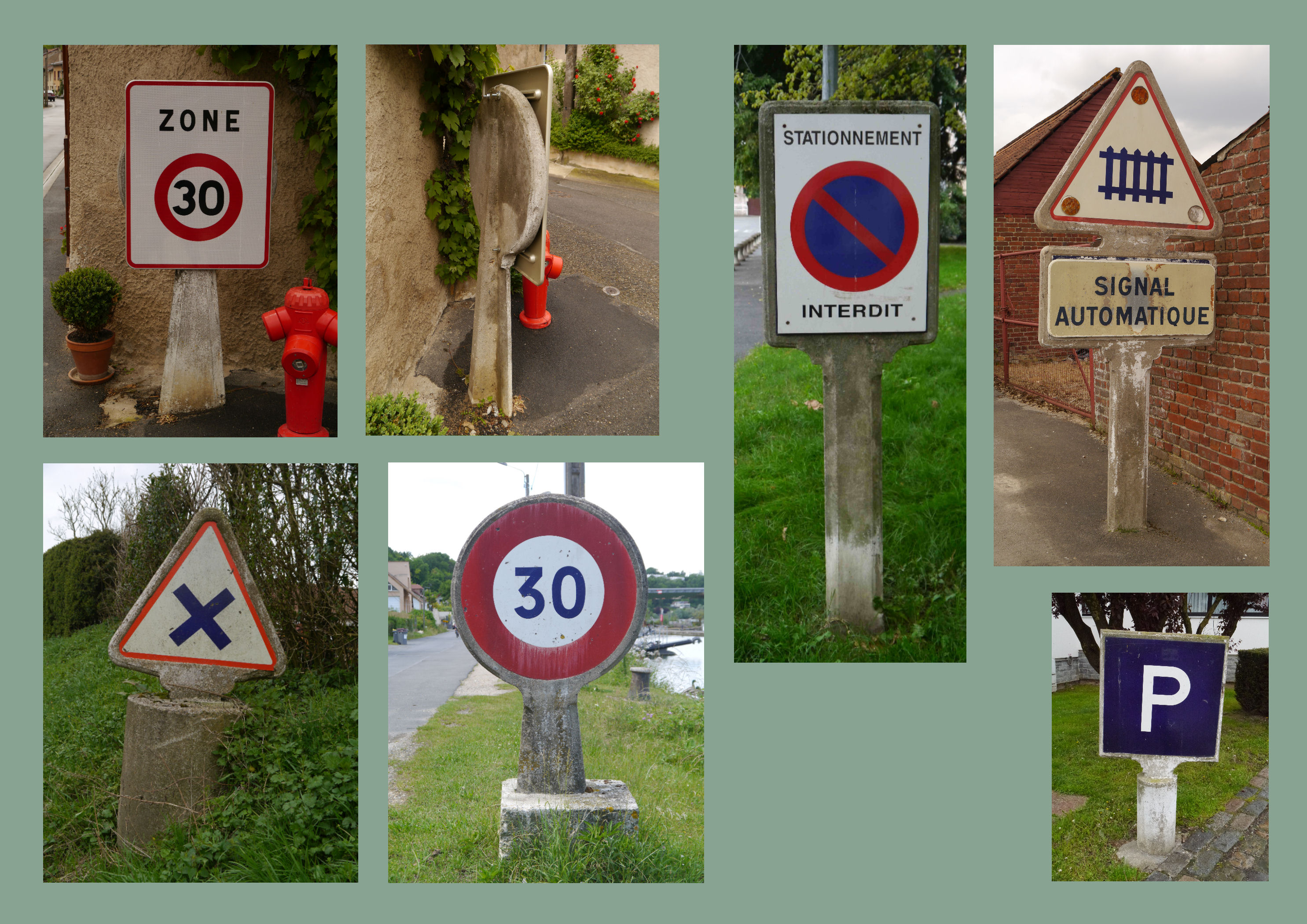
Reparatur- und Nachrüstmöglichkeiten

Die oben beschriebenen Witterungseinflüsse machten Reparaturmaßnahmen erforderlich. Schilderträger mit eigenem Fuß konnten im unteren Bereich durch erneutes Vergießen mit Beton stabilisiert werden. Eine Reparatur des Schilderträgers im Bereich der Schilderplatte war hingegen nicht möglich. Beschädigte Schilderplatten oder unzutreffende Beschilderungen konnten durch Übersetzen einer neuen Schilderplatte (eventuell aus anderen Werkstoffen) ersetzt werden. In frühen Jahren wurde der betreffende Schriftzug durch Aufsetzen einer neuen Lavasteinplatte korrigiert. Später benutzte man zur Korrektur Schilder aus Metall, um vorhandene Schilderträger weiter nutzen zu können.

## Situation heute

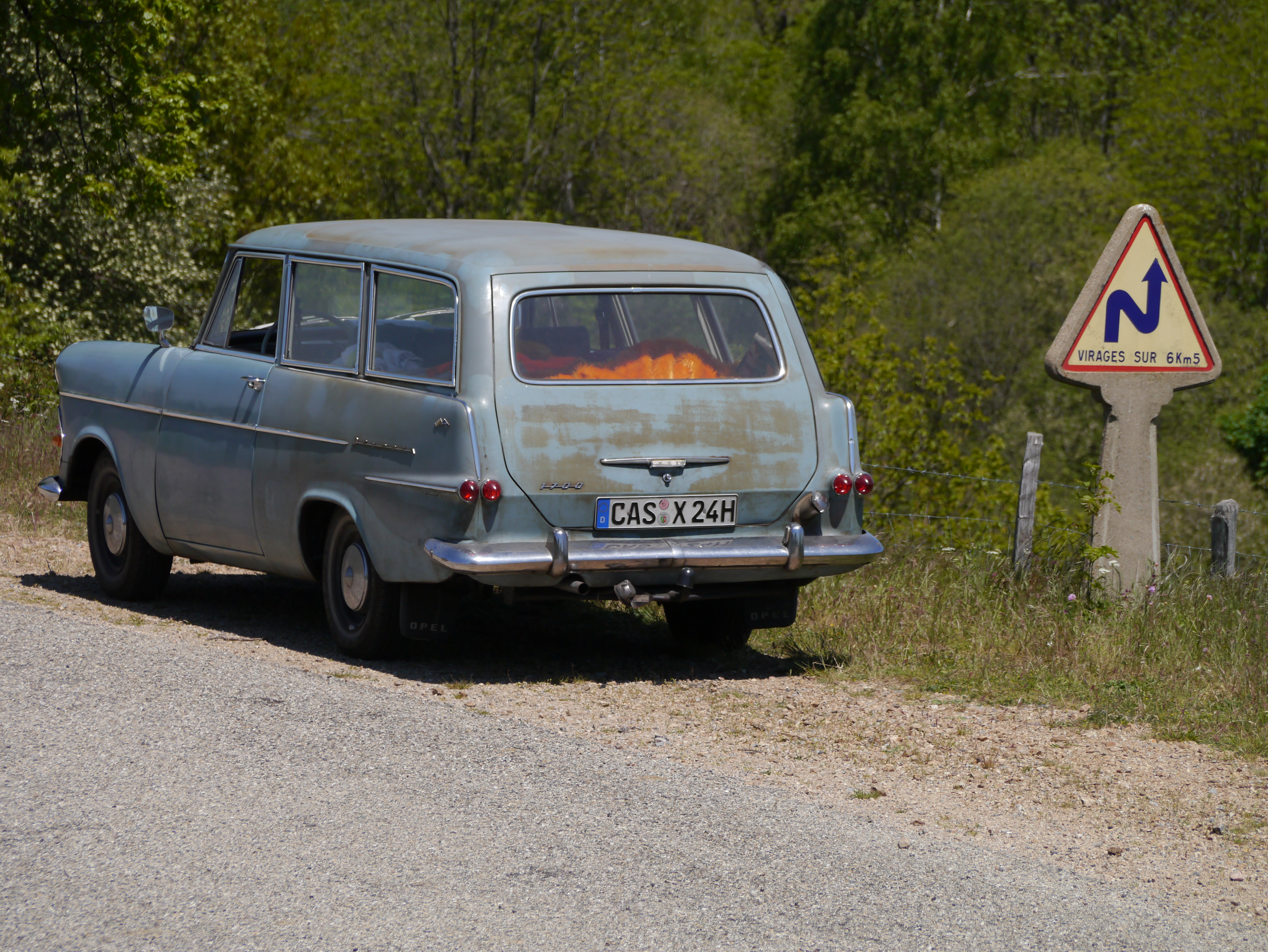
Michelin-Verkehrszeichen an einer alten Landstraße

Die Michelin-Verkehrszeichen sind mittlerweile fast ganz aus dem französischen Straßenbild verschwunden. Ihre Entfernung wird auch derzeit noch weiter vorangetrieben. Ein paar wenige Exemplare haben an schwer zugänglichen Stellen die Zeit überdauert, insbesondere dort, wo sie sicherheitstechnisch unbedenklich sind oder wo man bei ihrer Entfernung auf Schwierigkeiten stößt, z. B. an Hauswänden oder an Zäunen sowie an Privatgrundstücken. Sicherheitsrelevante Verkehrszeichen (Gefahrzeichen, Verbotszeichen) sind sehr selten geworden und fast nur noch an lokalen Verbindungen anzutreffen. Wegweiser sind gelegentlich noch vorhanden. Ersetzte Ortseinfahrtsschilder wurden gelegentlich als dekoratives Accessoire im Ortsbild an zentraler Stelle (z. B. im Bereich der Ortskirche) erhalten. Einige Exemplare wurden museal erhalten und finden sich heute in Verkehrsmuseen oder zieren die Anlagen von Straßenmeistereien.
In Frankreich hat sich ein Personenkreis gefunden, welcher die Standorte der letzten verbliebenen Exemplare dokumentiert hat. Diese sind im Internet in der Carte de localisation zusammengefasst (siehe Nachweise). Teilweise werden erhaltene Objekte von Privatpersonen restauriert und erhalten einen neuen Anstrich in weißer Farbe.

## In anderen Ländern

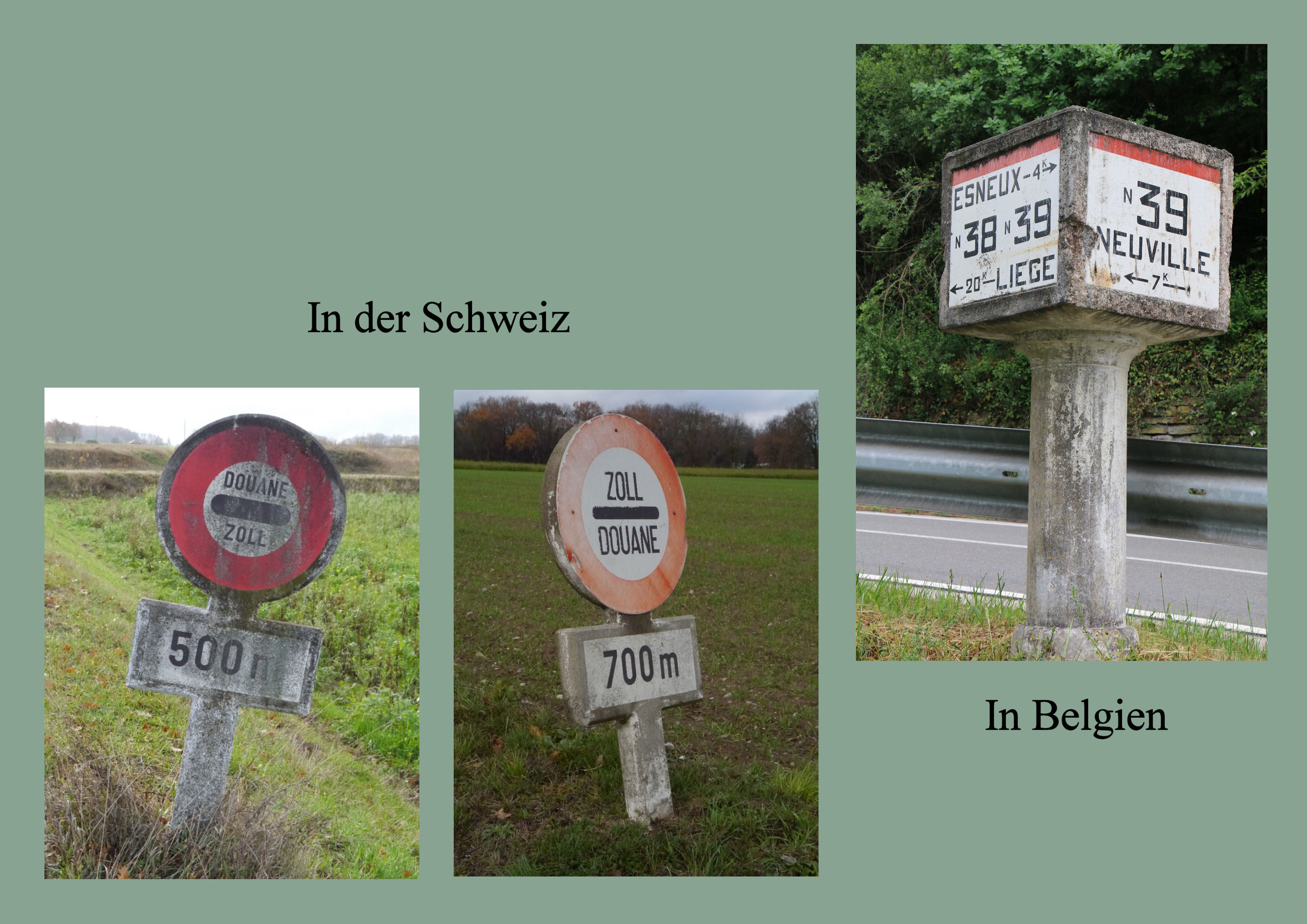
Verkehrszeichen aus Beton außerhalb Frankreichs

Die von Michelin gefertigten Wegweiser, Hinweistafeln und Verkehrszeichen waren ausschließlich für französische Straßen bestimmt. Doch gab es auch in anderen Ländern den Ansatz, Verkehrszeichen aus Beton herzustellen, so z. B. in der Schweiz und in Portugal. In Belgien wurde die Idee des Borne d’angle aufgegriffen und ähnliche Ausführungen gefertigt.
In der Schweiz ist die Anzahl der aus Beton gefertigten Verkehrszeichen mittlerweile ebenfalls auf ein Minimum reduziert. Auf einigen Alpenpässen markieren sie heute noch die Passhöhe. Bei Verkehrszeichen wird oftmals nur noch der Betonrohling genutzt, an welchem ein modernes Zeichen montiert wurde.

## Nachweise
1. ↑  Les bornes Michelin sauvées par des passionnés. Abgerufen am 28. Januar 2021 (französisch).
2. 1 2 3 4 5 6 7 8 9 10 11 12  Philippe De Priester: Les panneaux Michelin - signalisation routière en lave. Abgerufen am 25. Januar 2021 (französisch).
3. 1 2 3 4 5 6  Histoire des bornes de signalisation. Abgerufen am 25. Januar 2021 (französisch).
4. 1 2 3 4 5  Connaissez-vous l'histoire des panneaux Michelin ? Ladepeche, abgerufen am 28. Januar 2021 (französisch).
5. 1 2 3 4 5  Marina Duhamel: Un demi-siècle de signalisation routière. Hrsg.: Presses ponts et chaussées. Paris 1994, ISBN 2-85978-220-6, S. 59 ff.
6. 1 2 3  Marina Duhamel-Herz, Jaques Nouvier: La signalisation routière en France de 1946 à nos jours. Hrsg.: AMC Éditions. AMC Éditions, Paris 1998, ISBN 2-913220-01-0, S. 91 ff.
7. ↑  Cartes de localisation. In: WikiSara. Abgerufen am 21. Januar 2021 (französisch).
8. ↑  Patrimoine : un Alsacien au secours des anciens panneaux Michelin. In: DNA. 8. Dezember 2024, abgerufen am 13. Dezember 2024 (französisch).